# Boeing 747

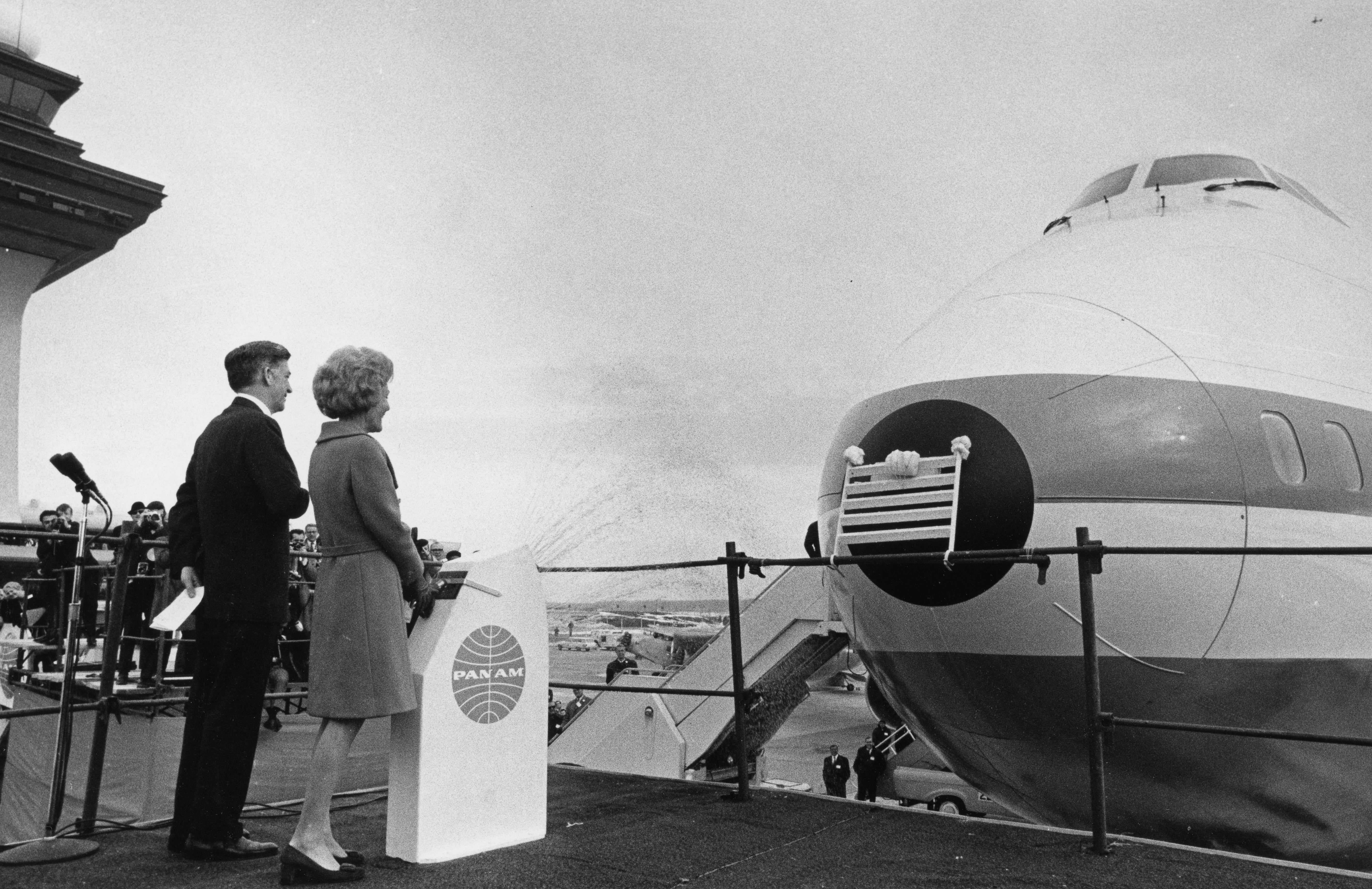
Pat Nixon batizando o primeiro Boeing 747, operado pela Pan Am. Esta aeronave foi destruída no desastre aéreo de Tenerife.

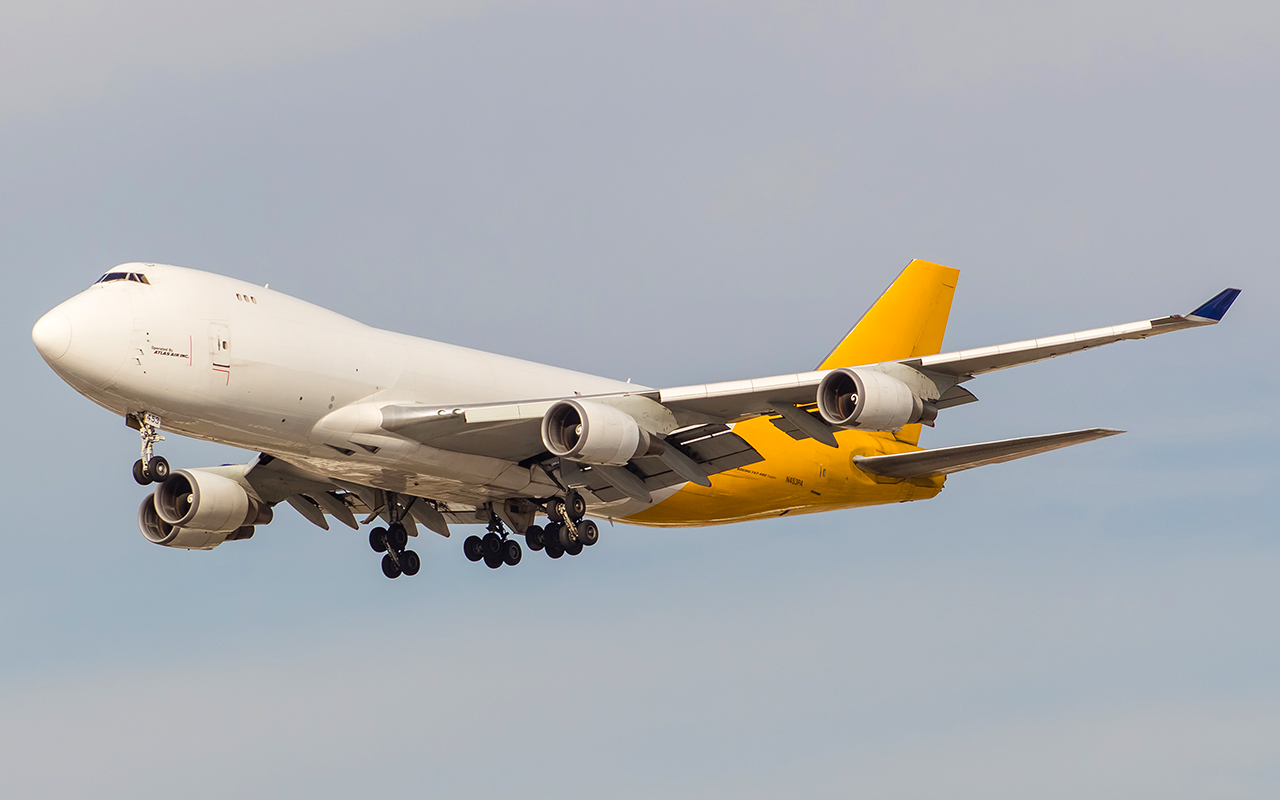
Boeing 747-46NF de matrícula N453PA, modelo -400F da Atlas Air, a preparar-se para aterrar em São Paulo

Boeing 747 é uma aeronave a jato usada no âmbito civil e militar para transporte de passageiros e de carga, referida com frequência como Jumbo Jet ou Queen of the Skies (Rainha dos Céus). A sua corcunda na parte superior frontal da fuselagem faz com que seja uma das aeronaves mais reconhecíveis do mundo, sendo também a primeira do género produzida em massa. Fabricada pela Boeing nos Estados Unidos, a versão original do 747 tinha duas vezes e meia mais capacidade de passageiros que o Boeing 707, um dos grandes aviões comerciais dos anos 1960. Efectuando o seu primeiro voo comercial em 1970, o 747 ostentou o recorde de capacidade de passageiros durante 37 anos.
Este quadrimotor tem parte da sua fuselagem com dois andares para passageiros, sendo o restante espaço para a cabine de voo, carga e combustível. A corcunda na parte superior da aeronave foi desenhada para albergar os passageiros de primeira classe ou simplesmente para aumentar a capacidade de lugares, sendo também possível noutras versões remover todos os assentos para a aeronave aumentar a capacidade de carga, tendo sido até desenhado algumas variantes com uma porta de carga frontal. Esperava-se que o 747 se tornasse obsoleto após a venda dos primeiros 400 exemplares, porém as criticas excederam as expectativas, fazendo com que em 1993 se passasse a marca dos mil exemplares construídos. Em Junho de 2020, 1556 exemplares haviam sido construídos, estando encomendadas 15 aeronaves 747-8F.
O 747-400, a versão do 747 mais vendida e usada comercialmente, tem uma grande velocidade de cruzeiro subsónica de Mach 0,85 (até 917 km/h) com um alcance intercontinental de 13 450 quilómetros. Esta versão pode acomodar 416, 524 ou 660 passageiros consoante a variante. A versão mais recente, o 747-8, está a ser produzida e recebeu a sua certificação em 2011. A venda da versão cargueiro 747-8F iniciou-se em Outubro de 2011 e a versão de passageiros 747-8I em Maio de 2012 para a Lufthansa.
A fabricação do 747 terminou em dezembro de 2022, após 54 anos de produção, com 1 574 aeronaves construídas. A competição inicial veio dos trijatos menores: o Lockheed L-1011 (introduzido em 1972), McDonnell Douglas DC-10 (1971) e mais tarde MD-11 (1990). A Airbus competiu com variantes posteriores com as versões mais pesadas do A340 até superar o 747 em tamanho com o A380, entregue entre 2007 e 2021. Até 2020, 61 Boeing 747 foram perdidos em acidentes e incidentes, nos quais um total de 3 722 pessoas morreram.

## Desenvolvimento

### Antecedentes
Em 1963, a Força Aérea dos Estados Unidos deu início a uma série de estudos sobre uma aeronave estratégica de transporte. Embora o C-141 Starlifter estivesse a ser incorporado na Força Aérea, acreditava-se que uma aeronave muito maior era necessária, especialmente para transportar carga que não cabia dentro de nenhum dos aviões existentes à época. Estes estudos deram início a um projecto para encontrar ou desenvolver uma aeronave em Março de 1964 com capacidade de carga de 84 000 kg a uma velocidade de Mach 0,75 com autonomia para voar 9 260 km com um peso de 52 200 kg. O compartimento de carga teria que ter uma largura de 5,18 metros, uma largura de 4,11 metros e um comprimento de 30,5 metros com portas de acesso na frente e na traseira da fuselagem.
Alimentado por apenas quatro motores, o design requeria que estes fossem novos e potentes, com bastante força e economicamente viáveis em termos de consumo de combustível. No dia 18 de Maio de 1964, várias propostas de fuselagens foram apresentadas pela Boeing, Douglas, General Dynamics, Lockheed e Martin Marietta; enquanto as propostas de motores foram submetidas pelas General Electric, Curtiss-Wright e Pratt & Whitney. Depois de analisadas, ficou acordado que a Boeing, a Douglas e a Lockheed seriam as candidatas para submeterem, cada uma, uma fuselagem que seria usada na aeronave, enquanto a General Electric e Pratt & Whitney teriam que desenvolver um motor.
Todas as três fuselagens propostas pelas companhias partilhavam muitas características. Sendo que era necessário a aeronave ter uma porta frontal para carregamentos, o local onde seria a cabine de pilotagem teria de mudar. Todas as companhias resolveram este problema ao colocar o cockpit acima da linha de carga; a Douglas desenhou uma pequena cabine no topo da fuselagem, próximo às asas; a Lockheed desenhou uma "espinha" por todo o comprimento da fuselagem; a Boeing fundiu ambas as ideias com uma cabine que se estendia das asas até próximo do nariz da aeronave. Em 1965, o design da Lockheed e o design do motor da General Electric foram escolhidos para comporem o C-5 Galaxy, que era o maior avião militar do mundo à época do seu voo inaugural. O design da porta frontal da fuselagem e cabine de voo acima do nariz da aeronave, seria o design a avançar na criação do 747.

### Proposta
O 747 estava a ser desenvolvido na década de 1960, em que as companhias aéreas registavam um aumento de clientes a querer viajar pelos céus. A era do transporte aéreo comercial, liderados por modelos e enorme popularidade como o Boeing 707 e o Douglas DC-8 revolucionaram o transporte aéreo de longas distâncias. Mesmo perdendo o contrato com a USAF, a Boeing foi pressionada por Juan Trippe, presidente da Pan American World Airways (Pan Am), um dos mais importantes compradores de aeronaves à Boeing, para construir uma aeronave de passageiros que fosse quase três vezes maior que o 707. Durante esta altura tornava-se cada vez mais comum haver aeroportos congestionados, situação que se agravava devido ao fluxo crescente de passageiros transportados em aeronaves pequenas. Este problema, pensava Trippe, seria resolvido com a introdução de um conjunto de aeronaves grandes.
Em 1965, Joe Sutter foi transferido da equipa de desenvolvimento do 737 da Boeing para gerir os estudos de design para uma nova aeronave, cujo modelo já tinha nome: 747. Sutter iniciou um estudo de design, juntamente com a Pan Am e outras companhias aéreas, para compreender melhor o que as empresas no mercado realmente necessitavam. Por esta altura, acreditava-se que a médio prazo o 747 seria substituído por aeronaves supersónicas. A Boeing respondeu ao mercado ao desenvolver o 747, para que se adaptasse facilmente para transportar tanto carga como passageiros, estando preparados para uma eventual quebra de vendas da versão de passageiros. Como aeronave de transporte, a principal necessidade era suportar contentores e grandes objectos, uma ideia que estava a evoluir durante a época. Um contentor normal tem 2,5 metros de altura e largura e pode variar entre 6 a 12 metros de comprimento. Isto significava que a fuselagem iria ter uma área de dois contentores de altura e dois de largura.

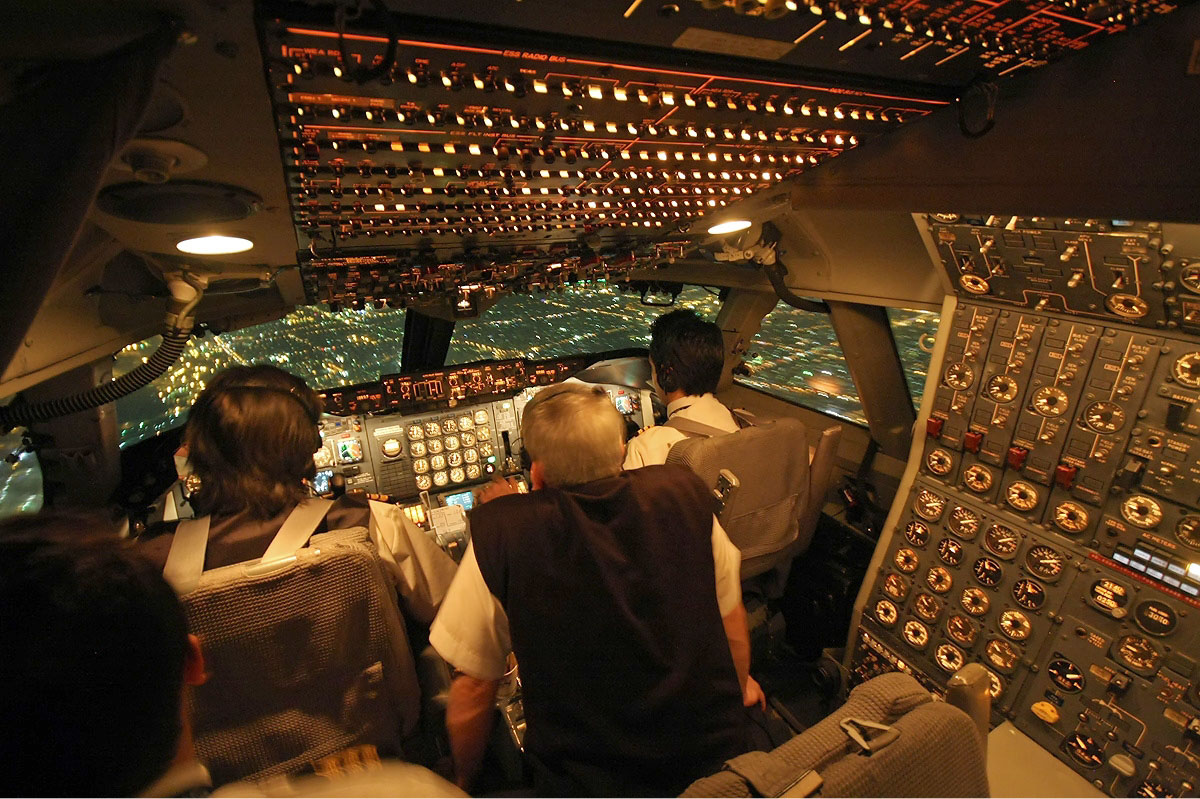
Um 747-200 da Iran Air, mostrando o cockpit de um dos primeiros 747, localizado no topo da aeronave.

Em Abril de 1966, a Pan Am encomendou 25 747-100 por 525 milhões de dólares. Durante a cerimónia da oficialização do contrato, Juan Trippe previu que o 747 seria "uma grande arma de paz, competindo com os mísseis balísticos intercontinentais pelo futuro da humanidade". Como cliente de lançamento, e devido ao seu envolvimento antes de sequer o projecto ter começado formalmente, a Pan Am foi capaz de influenciar o design e desenvolvimento do 747 como nunca antes tinha acontecido e até hoje, nunca mais voltou a acontecer.

### Design
Em última análise, o design do Boeing CX-HLS não foi totalmente usado no 747, apesar de algumas das tecnologias pretendidas tivessem influenciado muitos componentes do 747. O design original incluía uma fuselagem de dois andares, com oito grupos de assentos, dois corredores a atravessar de uma ponta a outra o piso inferior e o piso superior. Contudo, preocupações em torno de possíveis rotas de evacuação e limitações no espaço para cargas levaram a que o design fosse reformulado em 1966 em prol de uma fuselagem mais larga com apenas um andar para passageiros. A cabine de voo, portanto, ficaria situada por cima do nariz da aeronave, para dar espaço para a existência de um portão frontal para carregamentos; esta característica fazia com que o 747 tivesse uma peculiar saliência na frente da fuselagem. Em modelos anteriores, não se sabia o que fazer com o espaço que restava por trás da cabine de voo, ao que a primeira ideia do seu uso foi em transforma-lo numa espécie de salão/bar sem assentos.

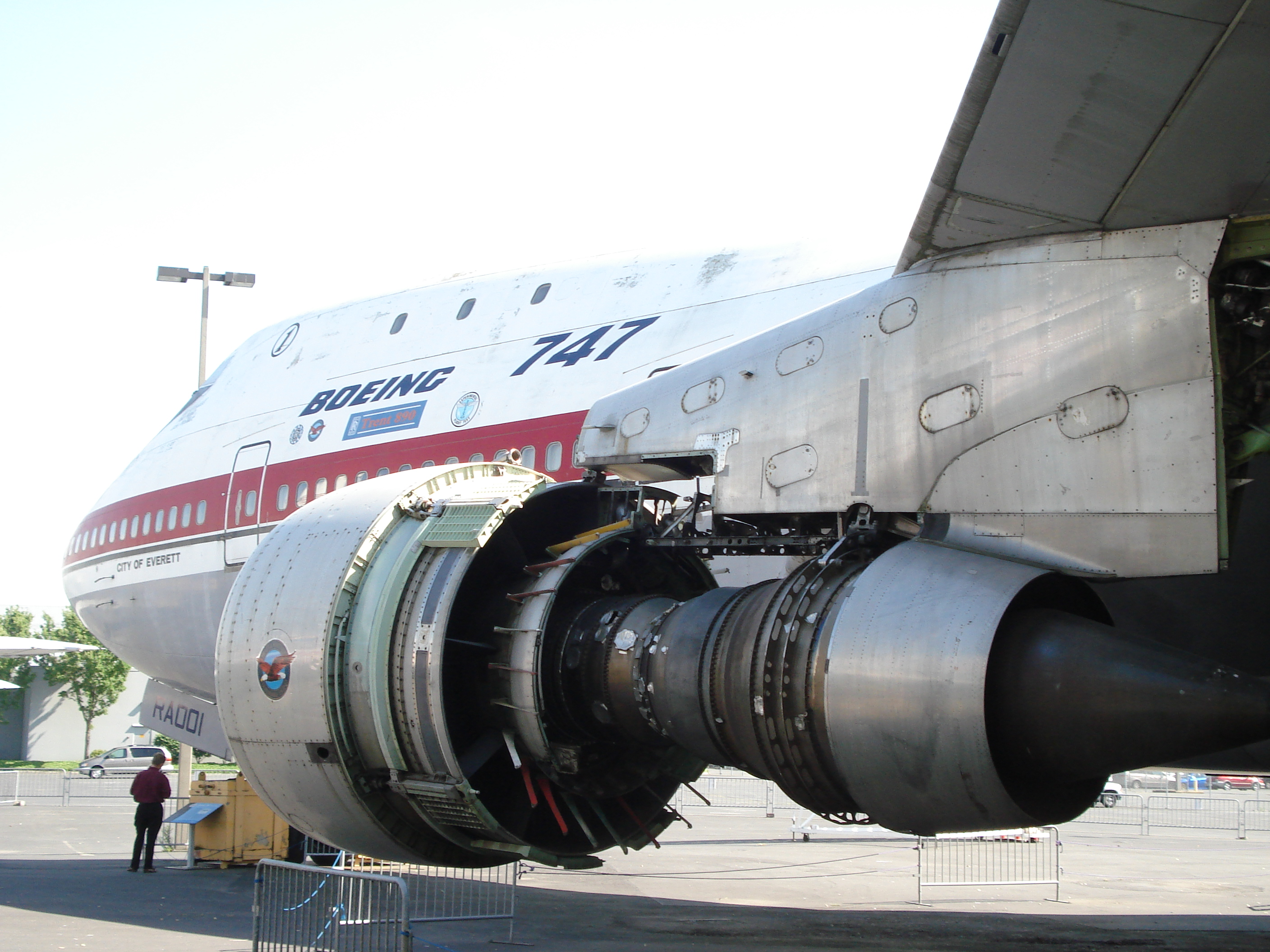
O motor turbofan Pratt & Whitney JT9D foi desenvolvido para o 747.

Uma das principais tecnologias que tornava realidade a possibilidade de existir uma aeronave do tamanho do 747 era os enormes motores turbofan desenvolvidos especialmente para este tipo de aeronave gigante. Esperava-se que estes novos motores tivessem o dobro da potência dos motores turbojato das aeronaves que estavam a ser usadas no mercado, enquanto consumiriam apenas um terço do combustível. A General Electric foi pioneira no conceito de desenvolver um motor para o C-5 Galaxy e só anos depois é que entrou no mercado comercial. A Pratt & Whitney também estava a trabalhar no mesmo princípio e, no final de 1966, a Boeing, Pan Am e Pratt & Whitney resolveram trabalhar em conjunto e desenvolver um novo motor designado Pratt & Whitney JT9D, para alimentar o 747.
O projecto foi desenvolvido com uma nova metodologia, que permitia que os efeitos de uma falha numa das partes do avião fosse estudada para determinar se teria impacto noutros sistemas. Para responder às preocupações em torno da segurança da aeronave e dos seus passageiros e apostar na fiabilidade, o design estrutural do 747 consistia numa fuselagem forte, com potentes sistemas hidráulicos, trem de aterragem quádruplo e duplo sistema de controlo. Adicionalmente, alguns dos mais avançados dispositivos high-lift usados na indústria aeronáutica foram aplicados no 747. Estes incluíam flaps na parte frontal das asas, que se prolongavam por toda a asa, assim como flaps normais com três níveis ao longo da retaguarda de cada asa. As flaps aumentam a área da asa em 21% ao descolar e 90% quando completamente estendidas.
A Boeing concordou em entregar o primeiro 747 à Pan Am por volta de 1969. A data de entrega deixava apenas 28 meses para desenvolver e criar a aeronave, que era dois terços do tempo normal exigido para se criar uma aeronave desta envergadura. O prazo era tão curto que as pessoas que trabalhavam na aeronave eram apelidados de "Os Incríveis". Desenvolver uma aeronave assim foi um risco tão grande a nível técnico e financeiro, que os responsáveis pela sua criação diziam que "estavam a apostar a própria empresa" quando iniciaram o projecto.

### Centro de produção

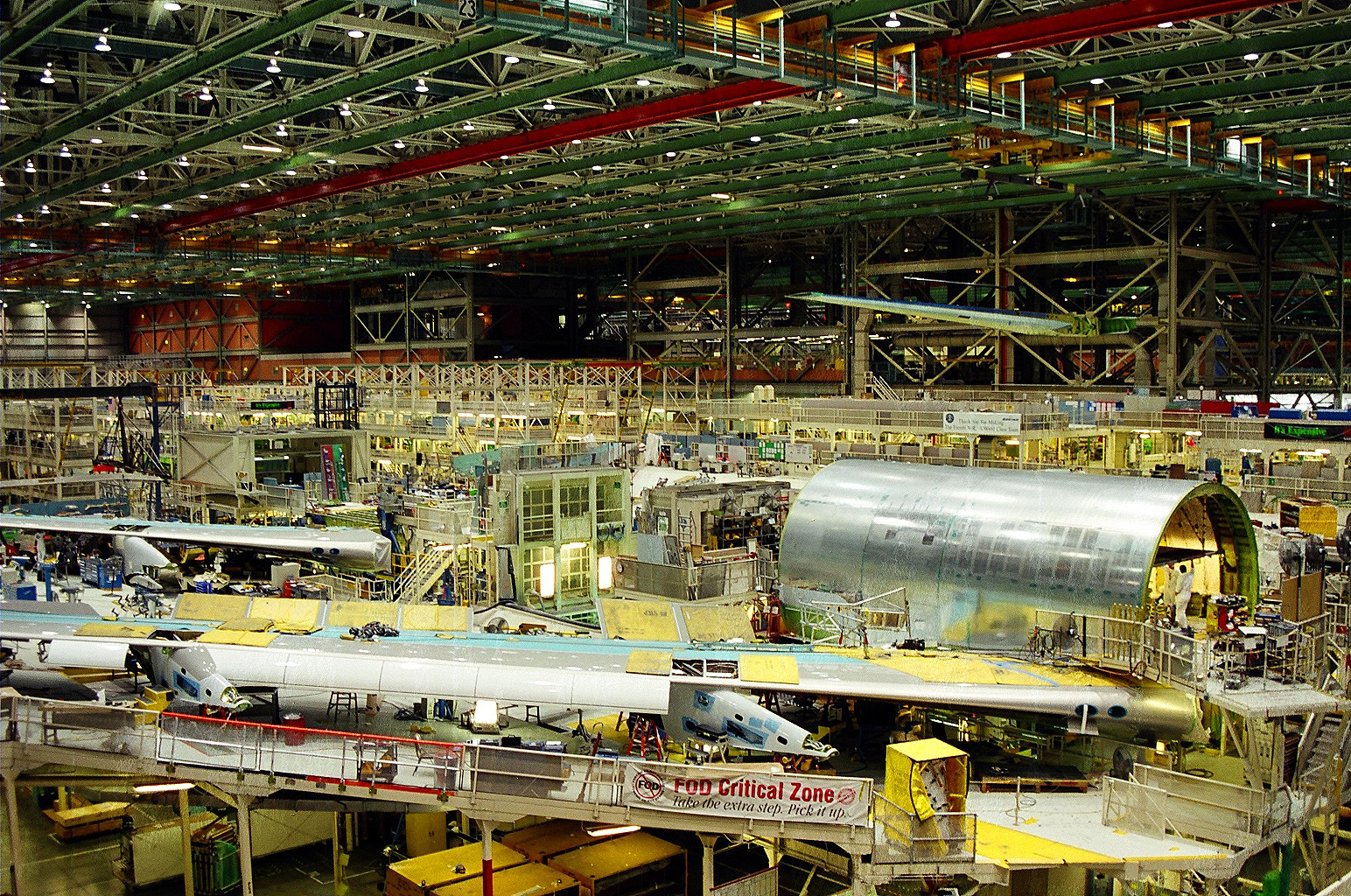
Montagem final de um 747 na Fábrica da Boeing de Everett.

Sendo que a Boeing não tinha um centro de produção grande o suficiente para construir uma aeronave deste tamanho, tomou-se a decisão de construir um novo centro. Foram consideradas propostas que propunham mais de 50 cidades, até finalmente chegarem à conclusão que o melhor local seria um situado a norte de Seattle, perto de uma base militar em Paine Field, perto de Everett. Depois de escolhido o local, procedeu-se à compra de aproximadamente 315 hectares em Junho de 1966.
Desenvolver o 747 já todos sabiam que estava a ser um enorme desafio, e construir uma nova fábrica estava a revelar ser preciso um esforço ainda maior. O presidente da Boeing William M. Allen pediu a Malcolm T. Stamper, o responsável da divisão de turbinas da empresa, para supervisionar a construção do novo complexo onde seriam construídos os 747 e, assim que estivesse terminado, dar início à produção do mesmo. Para nivelar o local, mais de três milhões de metros cúbicos de terra teriam que ser movidos. O prazo era tão curto que o primeiro modelo construído à escala real de um 747 já havia sido montado antes sequer de o telhado do novo centro estar pronto. Este centro de produção era o maior edifício já construído em termos de volume e, com o passar do tempo, tem vindo a expandir-se para permitir que outros modelos de aeronaves comerciais da Boeing fossem lá construídos.

### Desenvolvimento e testes

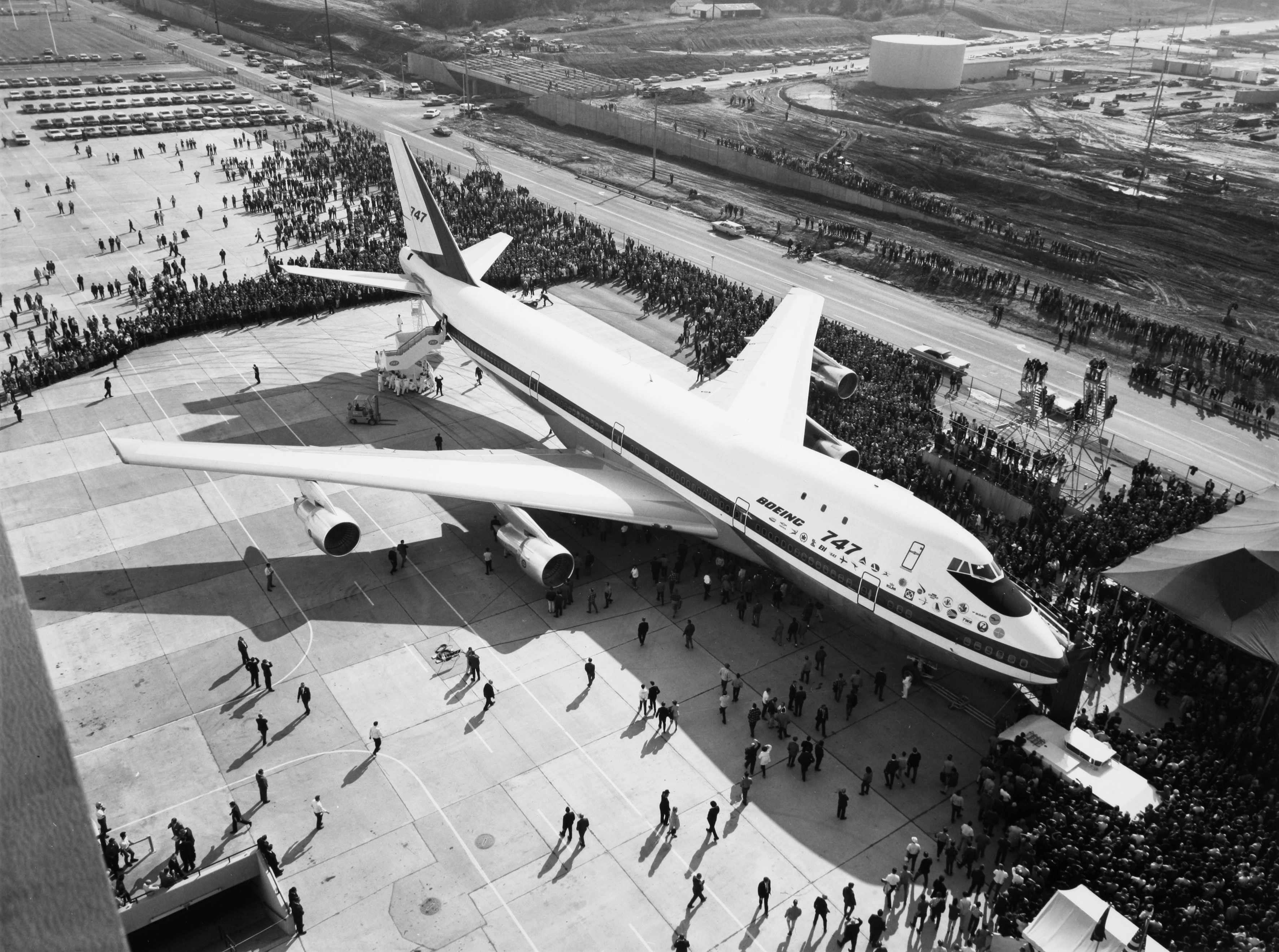
O primeiro protótipo do 747 foi apresentado ao público pela primeira vez a 30 de Setembro de 1968

Antes de o primeiro 747 ser completamente montado, foram realizados diversos testes a cada uma das partes, peças e componentes da aeronave. Um teste importante envolveu a evacuação de 560 voluntários de uma cabine de voo através de uma rampa de emergência. A primeira evacuação à escala real demorou dois minutos e meio, em vez de 90 segundos (o tempo máximo permitido pela Federal Aviation Administration), e vários voluntários ficaram feridos, sem gravidade, durante o teste. O problema principal demonstrava ser a evacuação dos passageiros da cabine superior, onde estes, em vez de usarem rampas, eram evacuados após vestirem um cinto e descidos da aeronave através de um cabo ligado a uma bobina. Os testes também envolveram o acto de estacionar a aeronave. A Boeing construiu um peculiar aparelho de treino, o "Waddell's Wagon" (baptizado com o nome de Jack Waddell, um dos pilotos de teste do 747). Este aparelho consistia num cockpit construído à escala real montado em cima de um camião. Enquanto os primeiros 747 ainda estavam a ser construídos, o aparelho permitia aos futuros pilotos praticar as manobras de estacionamento a partir de um cockpit a grande altitude.
A 30 de Setembro de 1968, o primeiro 747 saiu do enorme centro de montagem antes mesmo da chegada da imprensa mundial e dos representantes das 26 companhias aéreas que haviam encomendado o avião. Nos meses que se seguiram, fizeram todos os preparativos para o primeiro voo, que foi realizado a 9 de Fevereiro de 1969 pelos pilotos de teste Jack Waddell e Brien Wygle, estando Jack Wallick no lugar do engenheiro de voo. Tirando um pequeno problema com uma das flaps, o voo confirmou que o 747 era extremamente fácil de pilotar apesar do seu enorme tamanho. O 747 relevou ser imune ao fenómeno Dutch roll, que afectava a primeira geração de jactos comerciais. Durante as fases finais do programa de testes, a flexibilidade das asas revelou que estas sofriam de uma ligeira oscilação sob determinadas condições. Este problema foi parcialmente resolvido ao reduzir a rigidez dos seus componentes. Contudo, as oscilações que se verificaram a altas velocidades tiveram que ser neutralizadas com contra-pesos nos primeiros 747.

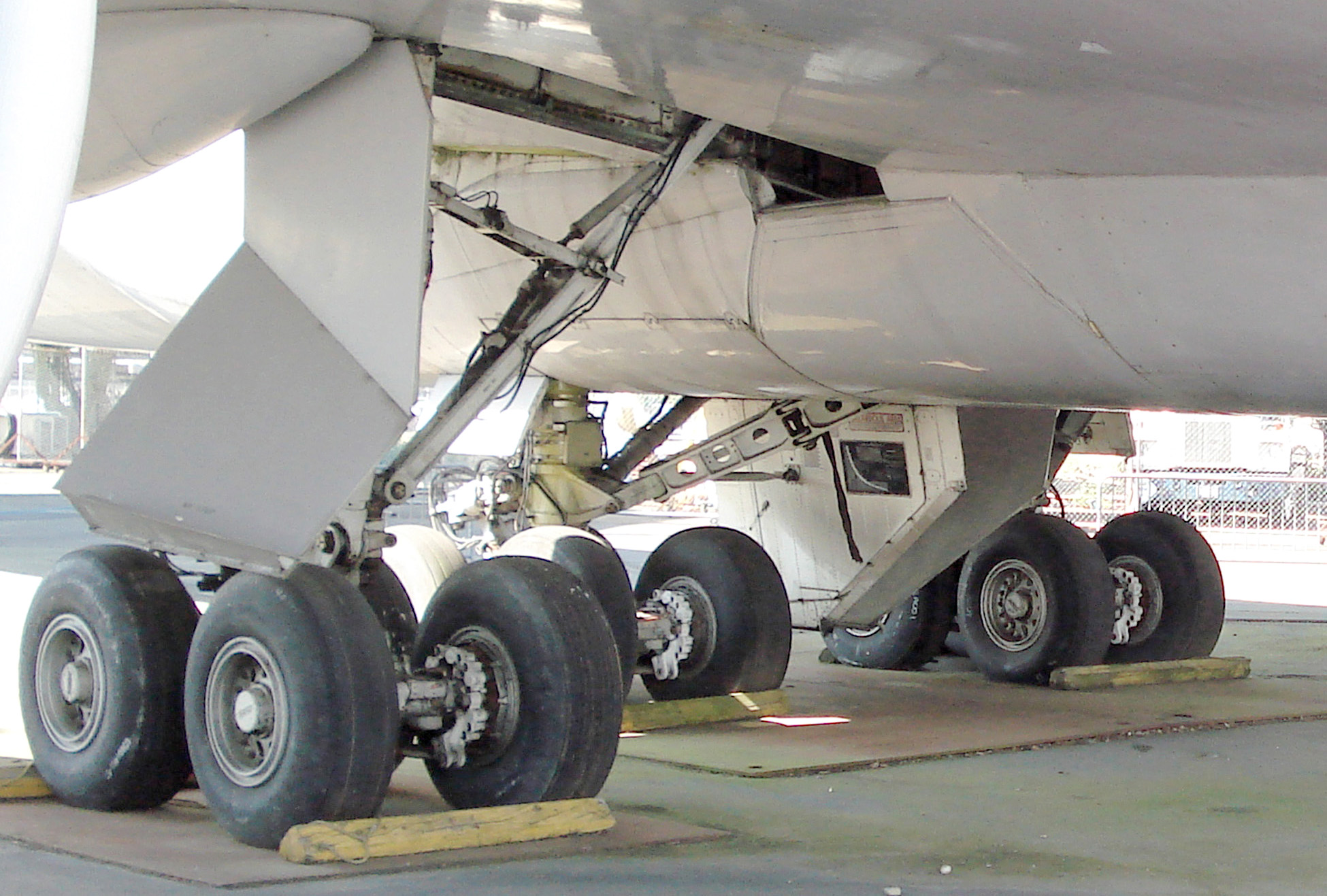
Pormenor de um trem de aterragem de 16 rodas de um 747.

O programa dos testes de voo foi dificultado por problemas com os motores JT9D do 747. Por diversas vezes, os motores paravam quando eram subitamente acelerados, e alguns componentes das turbinas distorciam-se após pouco uso. Estes problemas atrasaram a entrega dos primeiros 747 durante alguns meses, o que fez com que a determinado momento houvesse 20 aeronaves no centro de produção de Everett, aguardando que fossem resolvidos. O programa foi seriamente prolongado quando uma das cinco aeronaves de teste sofreu sérios danos durante uma tentativa de aterragem no Aeroporto Municipal de Renton, local da Boeing Renton Factory. A 13 de Dezembro de 1969, uma aeronave de teste estava a ser levada para lhe ser removido o equipamento de testes quando o piloto Ralph C. Cokely aterrou demasiado cedo na já curta pista do aeroporto. O lado direito do 747, juntamente com o trem de aterragem, foi seriamente danificado, juntamente com os dois motores. Contudo, estas dificuldades não impediram a Boeing de levar um avião de testes para a 28.ª Demonstração Aérea de Paris, em 1969, quando foi apresentada ao público em geral pela primeira vez. O 747 recebeu o certificado da FAA em Dezembro de 1969, abrindo o caminho para a introdução nas companhias aéreas.

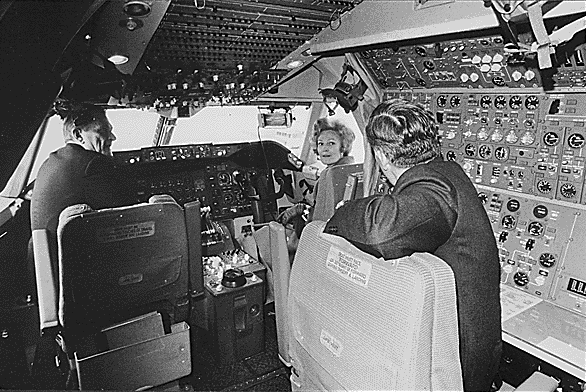
A primeira-dama Pat Nixon de visita ao primeiro 747 intercontinental durante a cerimónia de batismo, a 15 de Janeiro de 1970.

O enorme custo do desenvolvimento do 747, e a construção da fábrica de Everett, significou que a Boeing teve que contrair grandes quantias emprestadas por diversos bancos. Durante os meses finais, antes da entrega da primeira aeronave à Pan Am, a companhia teve que pedir vários empréstimos para conseguir finalizar o projecto. Se estes tivessem sido recusados, a própria existência da Boeing ficaria em risco. A dívida da firma excedia os dois mil milhões de dólares, estabelecendo um recorde em termos de dívidas empresariais a bancos. Allen mais tarde disse que "Foi realmente um projecto demasiado grande para nós." No final, a aposta foi bem-sucedida, e a Boeing ostentou o monopólio de produção das grandes aeronaves comerciais durante muitos anos.

### Entrada ao serviço
A 15 de Janeiro de 1970, a Primeira-Dama dos Estados Unidos Pat Nixon baptizou o primeiro 747, pertencente à Pan Am, no Aeroporto Internacional de Dulles, em Washington, na presença de Najeeb Halaby. Em vez de champanhe, água vermelha, azul e branca foi pulverizada na aeronave. O 747 entrou ao serviço no dia 22 de Janeiro de 1970, efectuando a rota da Pan Am entre Nova York e Londres; este voo tinha sido planeado para o dia 21 de Janeiro, porém um sobreaquecimento de um motor fez com que a aeronave original não pudesse voar. Encontrar uma aeronave substituta atrasou o voo por mais de 6 horas, até ao dia seguinte.

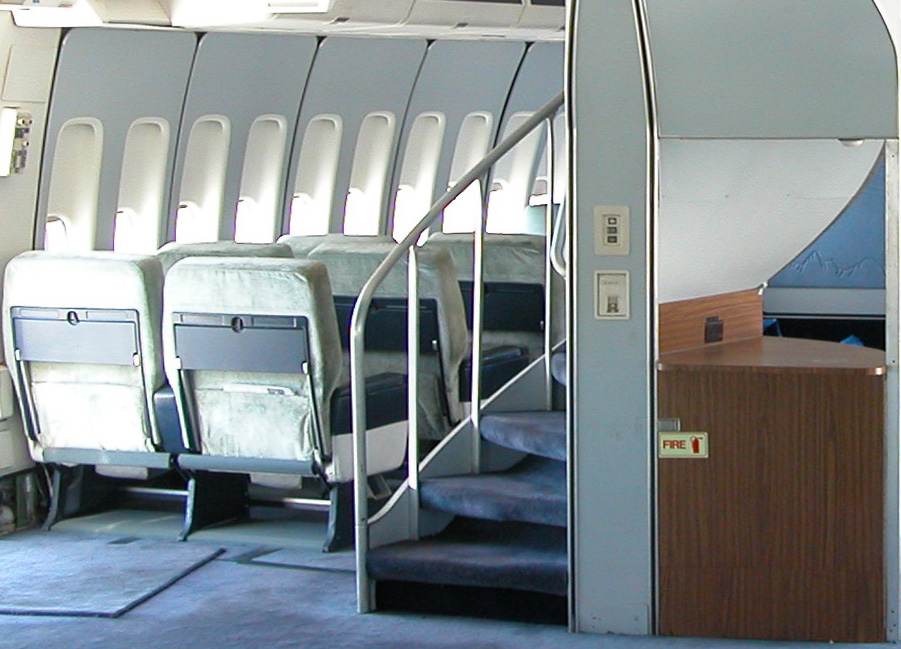
No 747-100 e 747-200, uma escada em espiral ligava os dois pisos dentro da fuselagem.

O 747 teve uma introdução ao serviço relativamente suave, ultrapassando as preocupações de que alguns aeroportos não conseguiriam acomodar uma aeronave tão grande. Embora tenham ocorrido alguns problemas técnicos, todos eles foram pequenos e rapidamente resolvidos. Depois da introdução da aeronave através da Pan Am, outras companhias aéreas, que também haviam comprado o 747, começaram a pôr as suas novas aquisições ao serviço. A Boeing estimou que metade das vendas iniciais do 747 foram motivadas não pela sua grande capacidade de carga, mas pelo seu longo alcance. Enquanto o 747 tinha o preço potencial por assento mais barato, isto apenas se concretizava quando a aeronave estava completamente lotada. O preço dos bilhetes rapidamente aumentava consoante o decréscimo de passageiros. Um 747 com uma lotação moderada, com apenas 70% dos lugares preenchidos, usava mais de 95% do combustível necessário para um 747 com uma lotação de 100%.
A recessão americana entre 1969 e 1970 provocou sérios danos à Boeing. Após Setembro de 1970, durante um ano e meio, só vendeu dois 747 em todo o mundo, e durante três anos nenhum foi vendido a uma companhia aérea norte-americana. Quando os problemas económicos nos Estados Unidos, e nos outros países depois da crise do petróleo de 1973, conduziram a uma redução do número de passageiros, diversas companhias aéreas viram-se sem clientes suficientes para encher os seus 747 de modo a que ele voasse economicamente, o que levou à substituição de alguns 747 pelo recém-introduzido McDonnell Douglas DC-10 e pelo Lockheed L-1011 Tristar, sendo ambas aeronaves quase tão grandes como o 747, porém com apenas três motores, e ainda mais tarde pelos Boeing 767 e Airbus A300, ambos com apenas dois motores. Tendo havido tentativas de substituir alguns assentos dentro do 747 para albergar, por exemplo, uma mesa de piano, para tentar atrair mais clientes, várias companhias aéreas acabaram por relegar os seus 747 para tarefas de transporte de carga e, em 1983, várias deram os seus 747 à Pan Am em troca de aeronaves de carga ligeiramente mais pequenas; a Delta Airlines, inclusive, retirou de serviço depois de alguns anos. Posteriormente a companhia voltaria a usar vários 747, depois de uma fusão com a Northwest Airlines.

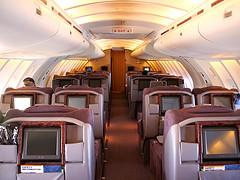
Versões mais tardias do 747 dispunham de um piso superior mais alongado que as versões iniciais.

Os voos internacionais que se desviavam dos principais aeroportos internacionais, e aterravam em aeroportos cada vez mais locais, começaram a ser cada vez mais procurados nos anos 1980, o que enfraqueceu o mercado original do 747. Contudo, muitas companhias aéreas internacionais continuaram a usar o 747 para realizar viagens pelo oceano pacifico. No Japão, o 747 continuou a ser usado mesmo em rotas aéreas domésticas, havendo sempre um esforço para levar o número máximo de lugares ocupados.

### Versões melhoradas do 747
Depois do modelo inicial do 747-100, a Boeing desenvolveu a versão -100B, uma variante com um peso máximo de descolagem superior, e o -100SR, uma variante com maior capacidade de passageiros. O aumento do peso máximo de descolagem permite que a aeronave carregue uma maior quantidade de combustível e tenha um maior alcance. Seguiu-se o modelo -200, com motores mais poderosos e um limite de peso de descolagem ainda maior. Variantes de passageiros, carga, e passageiros/carga foram produzidos a partir do -200. O "pequeno" 747SP (performance especial) com um maior alcance também foi desenvolvido, e entrou em serviço em 1976.
A linha do 747 continuou a sofrer evoluções e desenvolvimentos, criando-se o 747-300 em 1980. A série 300 resultou de um estudo da Boeing para aumentar o número de lugares de passageiros do 747. O primeiro 747-300, criado em 1983, incluía uma plataforma superior aumentada, uma velocidade de cruzeiro e capacidade de passageiros superiores. Esta variante foi inicialmente designada 747SUD, depois 747-200 SUD, seguido por 747EUD, antes da designação 747-300 ser usada. Variantes de passageiros, curto alcance e combinações de carga/passageiros, foram posteriormente produzidas.

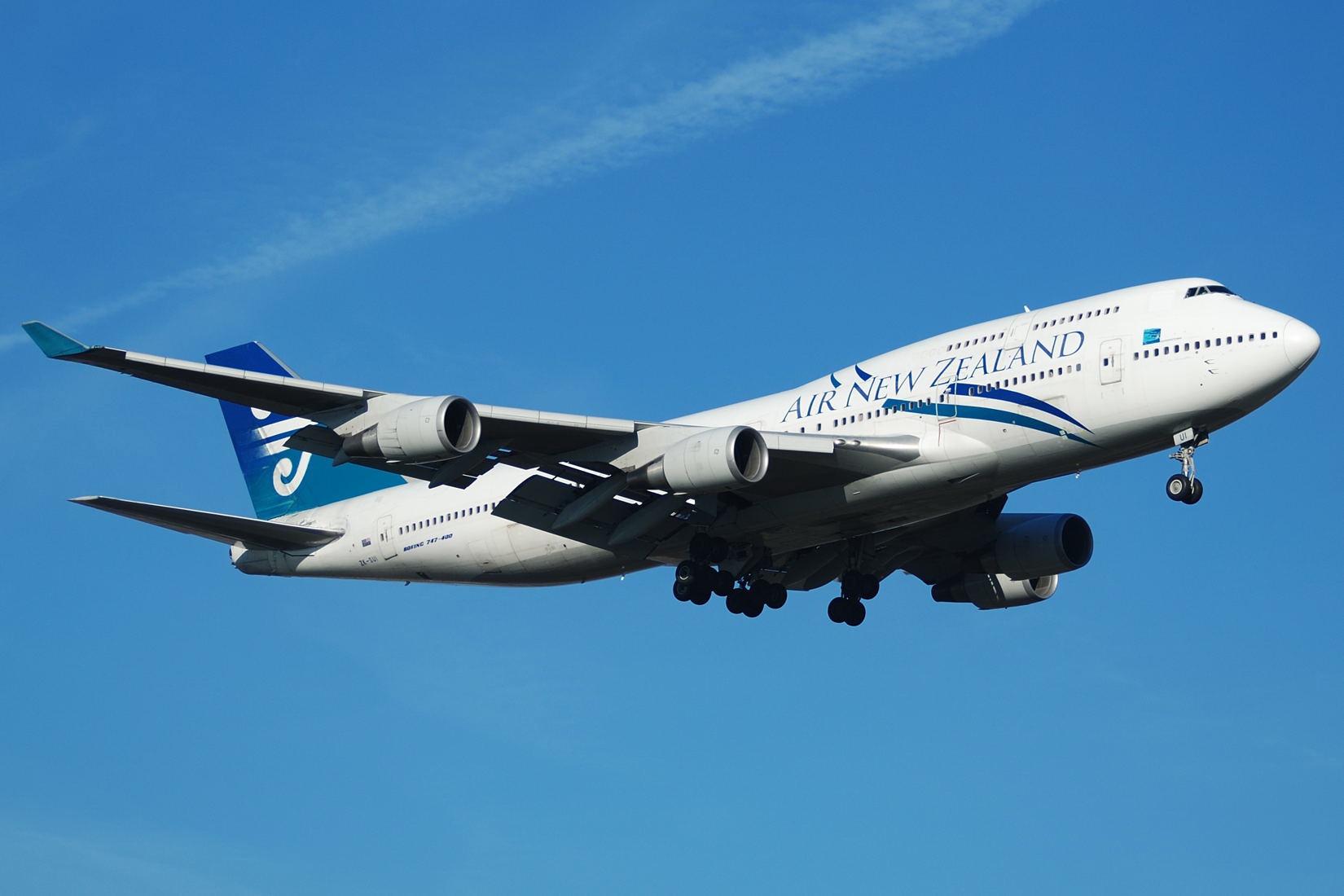
O 747-400 entrou em serviço em 1989, com a Air New Zealand a ser dos primeiros operadores da aeronave.

Em 1985, teve início o desenvolvimento do 747-400. Esta nova variante teria um novo vidro no cockpit, o que permitiria haver uma tripulação de dois em vez de três, novos motores, materiais de construção mais leves, e um interior com um design diferente. O custo do seu desenvolvimento aumentava à medida que o tempo passava, e até a produção sofreu atrasos devido a novas tecnologias que as companhias aéreas pediam que fossem incorporadas na nova aeronave. Com uma mão-de-obra qualificada, mas pouco experiente, e havendo uma quebra de confiança devido aos constantes atrasos, estes factores contribuíram para alguns dos problemas na primeira fase do programa do 747-400. O -400 entrou em serviço em 1989.
Em 1991, um recorde de 1087 passageiros levantaram voo a bordo de um 747 para Israel para tomarem parte na Operação Salomão. O 747 permaneceu como a mais pesada aeronave comercial em serviço até à estreia do Antonov An-124 em 1982; variantes do 747-400 ultrapassariam o peso do An-124 no ano 2000. O Antonov An-225, que começou a operar em 1988, continua a ser a maior aeronave do mundo em várias medidas (incluindo no peso máximo de descolagem e no comprimento); foi construída apenas uma única aeronave que permanece em serviço. O Hughes H-4 Hercules é a aeronave de maior envergadura até hoje construída, porém apenas efectuou um único voo durante a sua existência.

### Desenvolvimentos adicionais

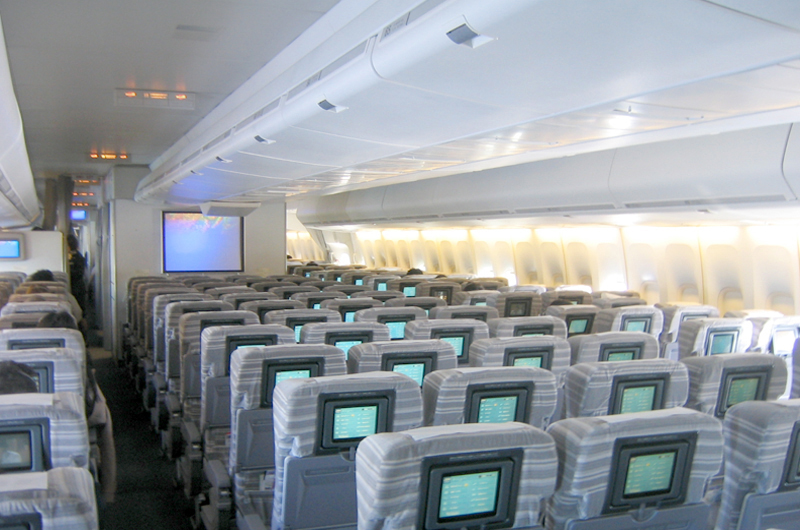
Classe económica de um 747-400, com as cadeiras dispostas num esquema 3-4-3.

Desde a criação do 747-400, vários esquemas têm sido propostos tendo o 747 como base. Em 1996, a Boeing avançou com um projecto de "alargamento" do 747, o -500X (actualmente -600X). As novas variantes teriam custado mais de 5 mil milhões de dólares para seres desenvolvidas, e não houve interesse suficiente para arrancar com o projecto. No ano 2000, a Boeing ofereceu um projecto modesto de um 747X e algumas variantes como alternativas ao Airbus A380. Contudo, a família 747X não conseguiu gerar interesse suficiente no mercado para entrar em produção. Um ano mais tarde, a Boeing pôs de parte o 747X e lançou-se nos estudos para desenvolver o Boeing Sonic Cruiser, e quando este foi colocado em espera, iniciaram-se estudos para o Boeing 787 Dreamliner. Algumas das ideias desenvolvidas a partir do 747X foram usadas no Boeing 747-400ER, uma versão do 747-400 com maior alcance.
Depois de várias variantes terem sido propostas e posteriormente abandonadas, algumas indústrias ficaram cépticas em relação a novas propostas por parte da Boeing. Porém, no início de 2004, a Boeing anunciou uma tentativa para o desenvolvimento do 747 Advanced que, eventualmente, avançou em frente. De natureza similar ao 747X, este novo projecto utilizaria a nova tecnologia prevista para o 787 para modernizar o seu design e sistemas. O 747 permaneceu a maior aeronave comercial até à chegada do Airbus A380 em 2007.
A 14 de Novembro de 2005, a Boeing anunciou que iria lançar o 747 Advanced com o nome Boeing 747-8. Os últimos 747-400 foram completados em 2009. A primeira entrega prevista do 747-8 seria para a Cargolux em 2011. O 747 número 1500 foi entregue em Junho de 2014. Eventualmente, o 747 poderá ser substituído por uma família de aeronaves com novos designs e tecnologias, referida actualmente como o projecto "Boeing Yellowstone".

### Fim da produção
Em 27 de julho de 2016, no seu relatório trimestral à Comissão de Valores Mobiliários, a Boeing discutiu o possível encerramento da produção do 747 devido à demanda e mercado insuficientes para a aeronave. Com uma quantidade de pedidos de 21 aeronaves e uma taxa de produção de seis por ano, a contabilidade do programa foi reduzida para 1 555 aeronaves e a linha 747 poderia ter sido fechada no terceiro trimestre de 2019. Em outubro de 2016, a UPS Airlines encomendou 14 -8Fs para aumentar a capacidade, com 14 opções, o que levou em fevereiro de 2018 a um aumento do total do pedido para a produção de 28 -8Fs. A quantidade de pedidos era de 25 aeronaves, embora várias delas tenham sido encomendas de companhias aéreas que não pretendiam mais receber a entrega.
A 2 de julho de 2020, foi relatado que a Boeing planeava encerrar a produção do 747 em 2022 após a entrega das aeronaves restantes encomendados à UPS e ao Grupo Volga-Dnepr devido à baixa demanda. Em 29 de julho de 2020, a Boeing confirmou que o último 747 seria entregue em 2022 como resultado da "dinâmica e perspectivas atuais do mercado" decorrentes da pandemia de COVID-19, de acordo com o CEO David Calhoun. A última aeronave, um cargueiro 747-8F da Atlas Air, saiu da linha de produção a 6 de dezembro de 2022 para entrega em 2023.

## Design

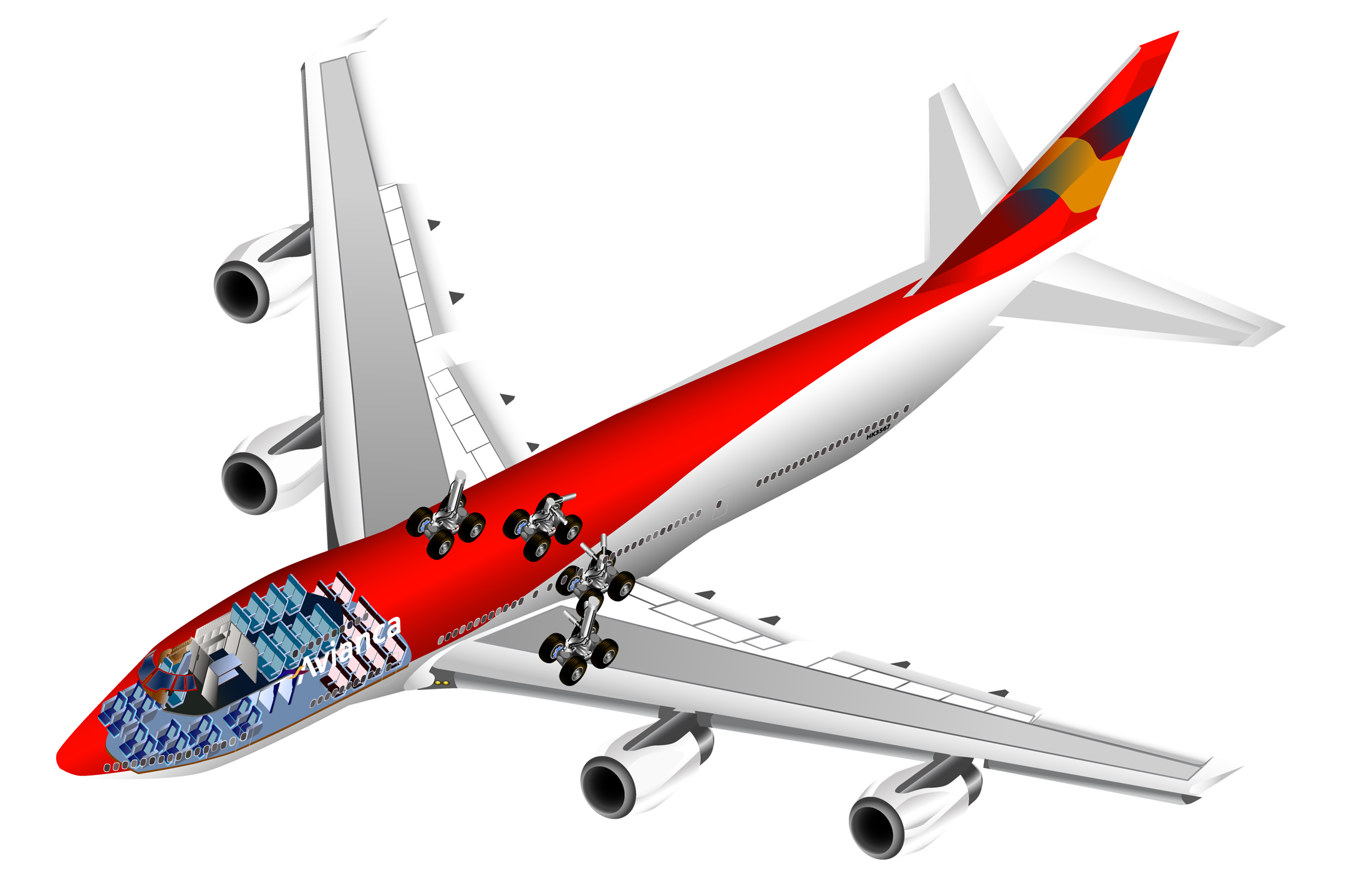
Corte dispondo o interior de um Boeing 747-200

O Boeing 747 é uma aeronave com quatro motores de fuselagem larga e comprida. As asas estão a um ângulo de 37,5 graus para uma velocidade cruzeiro mais eficiente de Mach 0,84 até 0,88, dependendo da variante. Este ângulo também reduz ligeiramente a envergadura, o que faz com que a aeronave caiba dentro de muitos hangares. O número de assentos é superior a 366 numa formação de 3-4-3 (de um lado da fuselagem três assentos, no meio quatro assentos, e do outro lado outro grupo de três) em classe económica e uma formação de 2-3-2 no piso (se for em primeira classe).

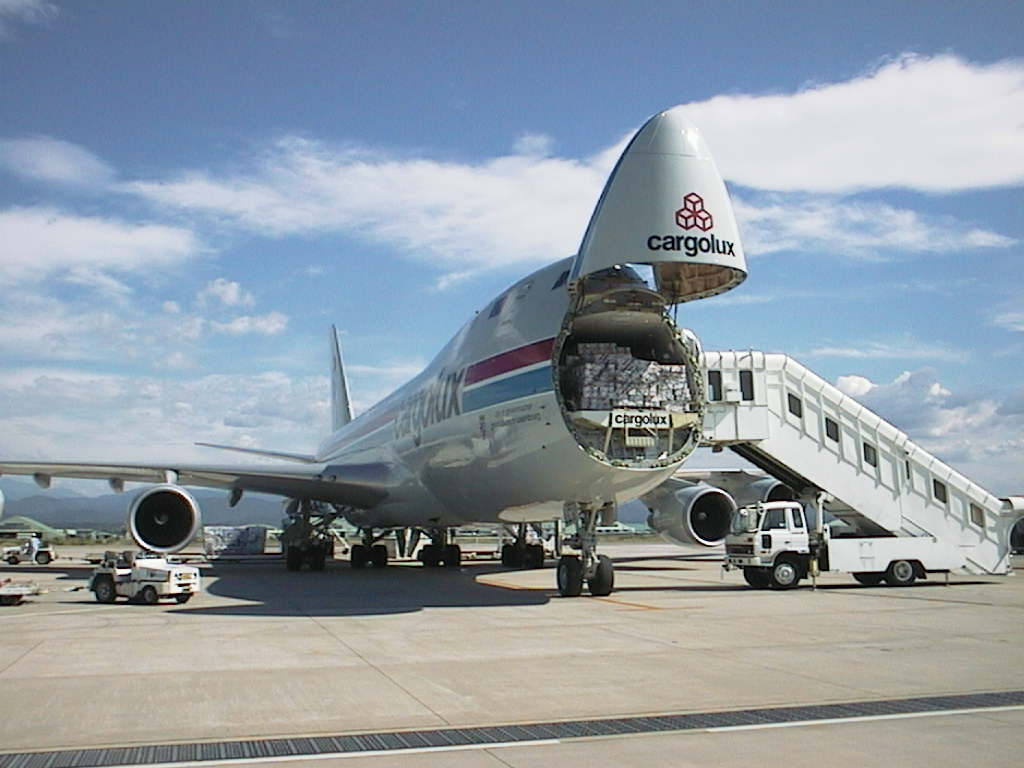
Um 747-400F da Cargolux, com um portão de carregamento no nariz da fuselagem.

Na parte superior da fuselagem encontra-se o cockpit. O posicionamento do cockpit permite a existência de uma entrada frontal para a entrada de carga. Atrás do cockpit, o prolongamento da fuselagem permite a existência de um espaço extra para uma sala de estar ou até mesmo para assentos extra. Por cima do cockpit, existe uma "escotilha" que pode ser usada como saída de emergência em último caso. O peso máximo de descolagem do 747 varia de 333 400 kg para o -100 até 439 985 kg para o -8. O seu alcance aumentou de 9 800 km no -100 para 14 815 no -8.
O trem de aterragem é composto por quatro partes, com quatro rodas cada, que providenciam uma distribuição de peso da aeronave e segurança em caso de algum pneu arrebentar. Em adição, o 747, tem duas superfícies de controlo e foi desenvolvido com uma sofisticada rede de flaps com três níveis que minimizam a velocidade de aterragem e permitem que a aeronave aterre em pistas comuns a aviões mais pequenos. Para o transporte de motores suplentes, o 747 pode acomodar um motor suplente debaixo da asa entre o motor e a fuselagem.

## Variantes
O 747-100 foi a variante original lançada em 1966. Seguiu-se o 747-200 em 1968. O 747-300 foi lançado em 1980 e foi sucedido pelo 747-400 em 1985. Mais recentemente, o 747-8 foi anunciado em 2005. Diversas versões de cada uma das variantes foram produzidas, muitas delas sendo produzidas simultaneamente. A Organização da Aviação Civil Internacional classifica as variantes usando um pequeno código combinando o número do modelo e a designação da variante.

### 747-100

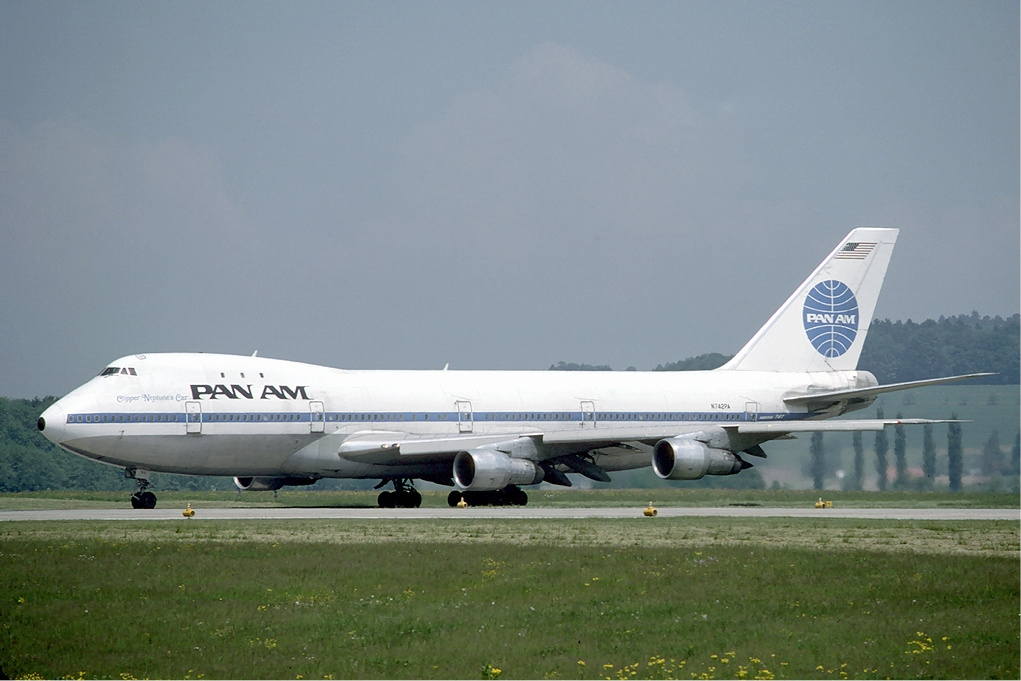
A Pan Am foi a primeira companhia aérea a operar um 747. O 747-100 disposto na foto mostra o tamanho original do piso superior, assim como a disposição original das janelas.

Os primeiros 747-100 foram construídos com seis janelas no piso superior da fuselagem (três de cada lado) para acomodar uma área que serviria como zona de lazer. Mais tarde, como as companhias aéreas começaram a usar este piso superior para acomodar assentos de primeira classe, a Boeing ofereceu uma versão com 10 janelas. Alguns -100 foram modificados para conter mais janelas. O -100 foi equipado com motores Pratt & Whitney JT9D-3A. Nenhuma versão de cargueiro foi construída a partir desta variante, porém muitos 747-100 foram convertidos em cargueiros. Um total de 167 exemplares foram construídos. A Iran Air foi a última companhia a usar um 747-100 para transporte de passageiros.

#### 747SR
Respondendo aos pedidos das companhias aéreas japonesas para uma aeronave de grande capacidade para servir em rotas domésticas entre grandes cidades, a Boeing desenvolveu o 747SR como uma versão de curto alcance do 747-100 com menor capacidade de combustível e maior capacidade de passageiros. Com uma maior capacidade para transportar passageiros na classe económica, até 498 passageiros podiam embarcar, e posteriormente o número aumentou para 550. O 747SR tinha uma esperança de vida de 52 000 voos durante 20 anos de operação, comparado com os 24 600 voos em 20 anos na versão "normal" do 747-100. O modelo inicial do 747SR, o -100SR, tinha uma estrutura e trem de aterragem reforçados para poder aguentar o grande número de descolagens e aterragens que teria que fazer até contabilizar 50 000 voos. Suportes estruturais extras foram construídos nas asas, fuselagem, e no trem de aterragem.

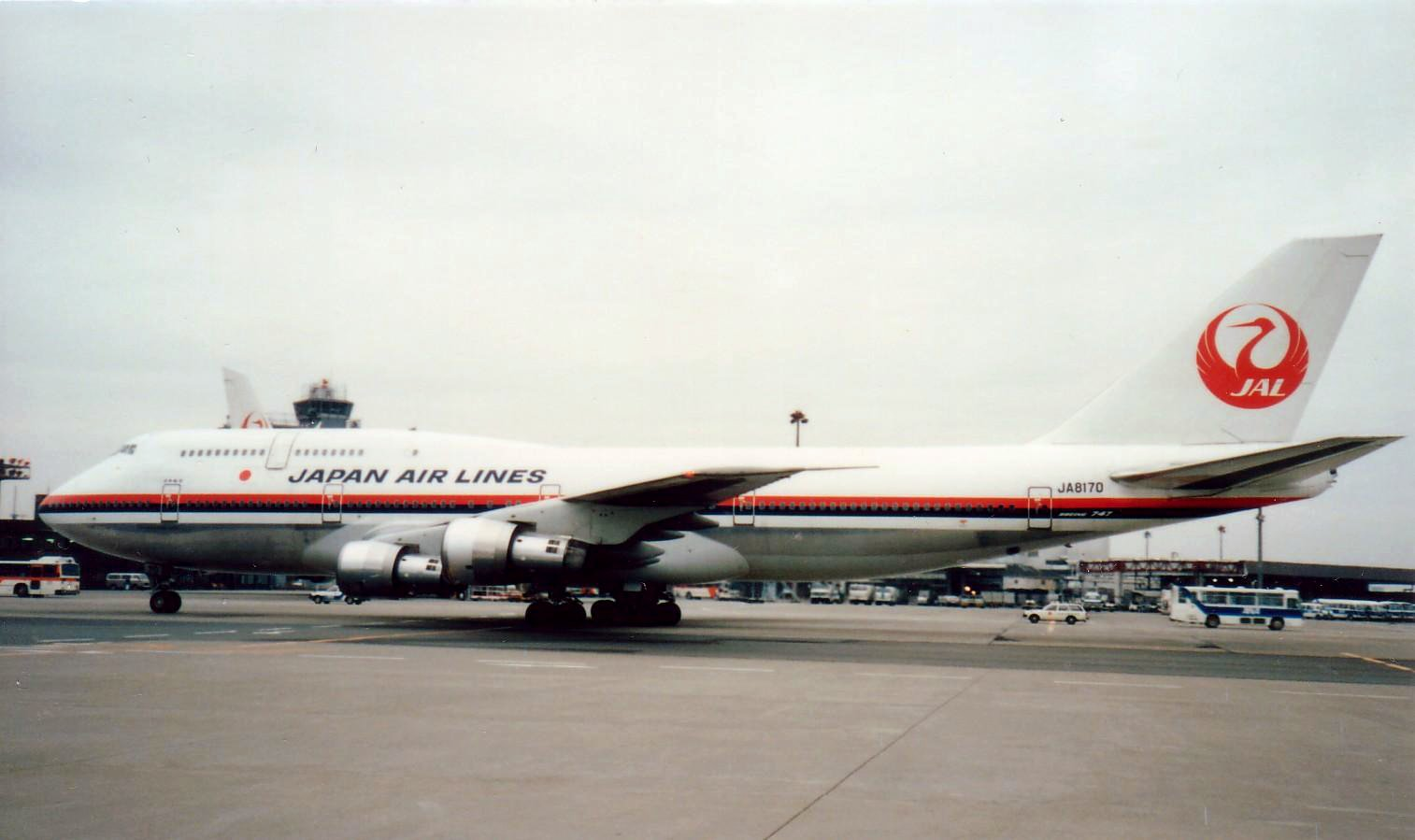
Um de dois modelos 747-100BSR SUD construídos para a Japan Airlines.

A encomenda inicial do -100SR, quatro aeronaves para a Japan Air Lines, foi anunciada a 30 de Outubro de 1972; a implementação ocorreu a 3 de Agosto de 1973 e o primeiro voo a 31 de Agosto de 1973. O modelo foi certificado pela FAA a 26 de Setembro de 1973, sendo a primeira entrega feita no mesmo dia. O -100SR entrou em serviço pela JAL (a única companhia a usar a aeronave) no dia 7 de Outubro de 1973, e operou maioritariamente em voos domésticos pelo Japão. Sete -100SR foram construídos entre 1973 e 1975, cada um com um limite de 240 000 kg de peso máximo de descolagem e motores Pratt & Whitney JT9D-7A.
Seguindo o -100SR, a Boeing desenvolveu o -100BSR, uma versão do 747SR com maior capacidade de peso máximo de descolagem. Estreando-se em 1978, o -100BSR voou pela primeira vez a 3 de Novembro de 1978, sendo a primeira entrega para a All Nippon Airways a 21 de Dezembro de 1978. Um total de 20 -100BSR foram produzidos para a ANA e a JAL. O -100BSR tinha um peso máximo de descolagem de 272 160 kg e foi equipado pelos mesmos motores JT9D-7A ou General Electric CF6-45 usados no -100SR.
Em 1986, dois -100BSR SUD com o piso superior da fuselagem estendido do -300, foram produzidos para a JAL. O voo de baptismo da aeronave ocorreu no dia 26 de Fevereiro de 1986, com a certificação da FAA e a primeira entrega a ocorrerem no dia 24 de Março de 1986. A JAL operou os -100BSR SUD com 563 assentos em rotas domésticas até as aeronaves serem retiradas no final de 2006. Apesar de apenas dois -100BSR SUD terem sido produzidos, em teoria, -100B normais podes ser modificados para terem uma certificação de SUD (stretched upper deck (piso superior estendido)). Ao todo, 29 747SR foram construídos.

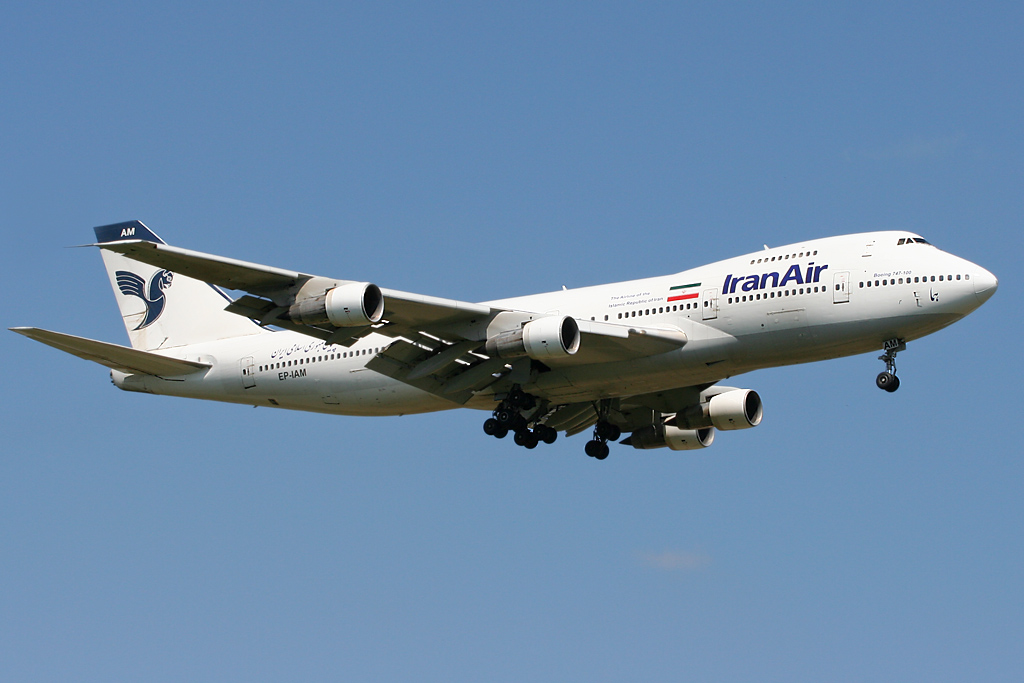
O único 747-100B da Iran Air ainda ao serviço de passageiros em 2009.

#### 747-100B
O modelo 747-100B foi desenvolvido a partir do -100SR, usando a sua forte fuselagem e trem de aterragem. Este modelo tinha uma capacidade de combustível superior, permitindo um alcance maior com uma carga de 452 passageiros, juntamente com um peso máximo de descolagem superior. O primeiro -100B encomendado, uma aeronave para a Iran Air, foi anunciada no dia 1 de Junho de 1978. O primeiro voo ocorreu no dia 20 de Junho de 1979, recebeu a certificação da FAA a 1 de Agosto e foi entregue no dia seguinte. Nove -100B foram construídos, um para a Iran Air e oito para a Saudi Arabian Airlines. Em contraste ao -100 original, o -100B podia acomodar o motor Pratt & Whitney JT9D-7A, General Electric CF6-50 ou o Rolls-Royce RB211. Contudo, apenas foram encomendados RB211 para a Arábia Saudita e JT9D-7A para o Irão.

### 747SP

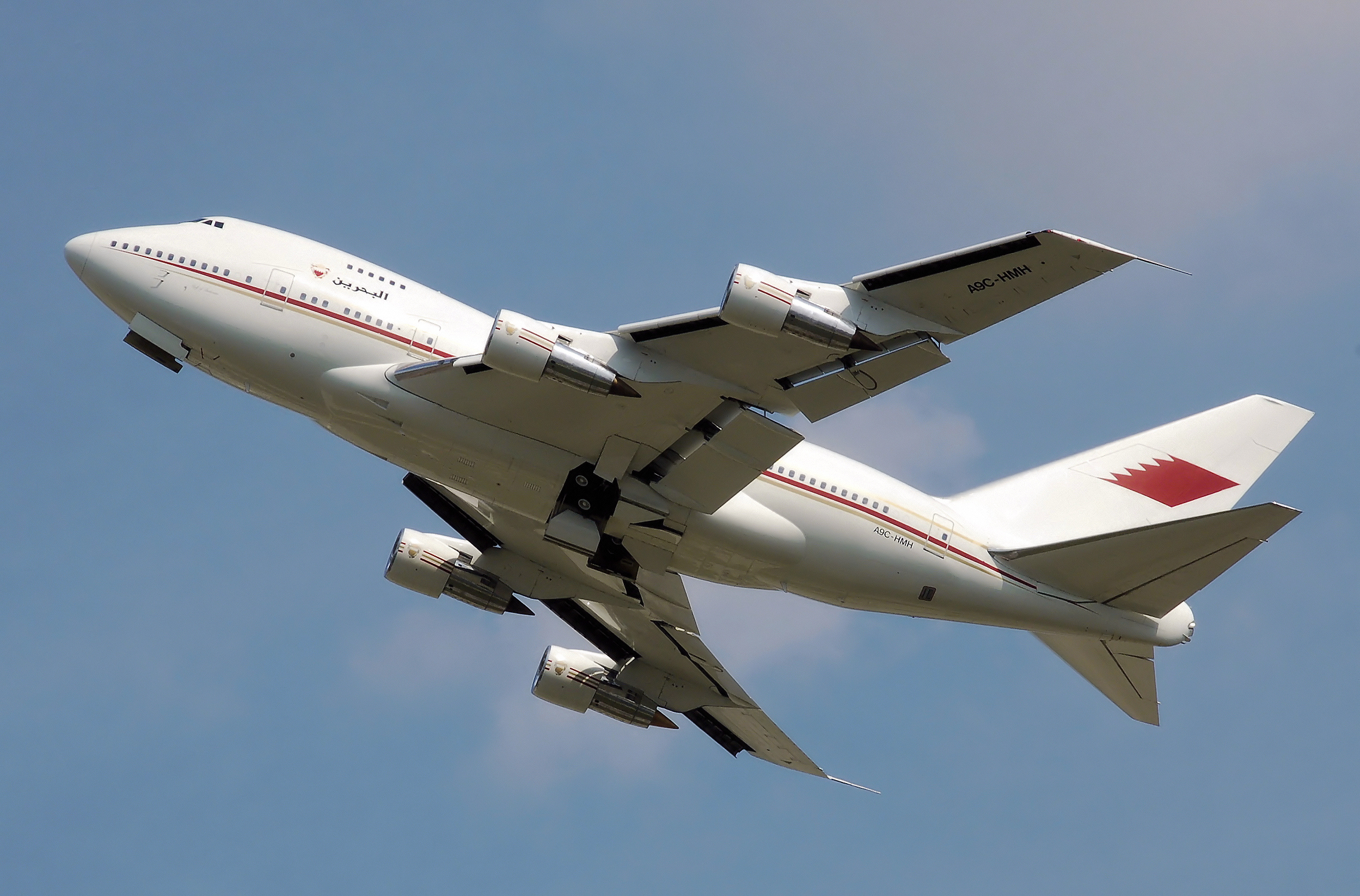
Um 747SP do Bahrein após uma descolagem, ainda com o trem de aterragem a ser recolhido.

O desenvolvimento do 747SP resultou de um pedido conjunto da Pan American World Airways e da Iran Air, que procuravam uma aeronave comercial de grande capacidade com alcance suficiente para realizar a rota da Pan Am entre Nova York e o Médio Oriente e uma rota planeada pela Iran Air entre Teerão e Nova York. Esta rota, quando lançada, seria a mais longa rota comercial do mundo. O 747SP é 15 metros mais curto que o 747-100. Secções da fuselagem da parte da frente e de trás das asas foram eliminadas, enquanto a fuselagem central de cada asa foi redesenhada para se enquadrar com a nova configuração. As flaps foram alteradas, ficando apenas com uma secção. Comparado com outras variantes, o 747SP teve uma redução da fuselagem à ré da parte terminal da fuselagem, um flap na cauda de dupla dobradiça, e longos estabilizadores horizontais e verticais. Esta variante era alimentada por motores Pratt & Whitney JT9D-7 (A/F/J/FW) ou Rolls-Royce RB211.
O 747SP recebeu o seu certificado a 4 de Fevereiro de 1976 e entrou em serviço na Pan Am e na Iran Air no mesmo ano. Esta aeronave foi acolhida pelas companhias aéreas que pretendiam servir grandes aeroportos com pistas de aterragem curtas. Um total de 45 747SP foram construídos, sendo o 44º 747SP entregue a 30 de Agosto de 1982. Em 1987, cinco anos depois, a Boeing reabriu a linha de montagem do 747SP para produzir o seu último exemplar da variante, estando destinado ao governo dos Emirados Árabes Unidos. Além do seu uso como aeronave comercial, um 747SP foi modificado para uma experiência da NASA em conjunto com a ESA.

### 747-200

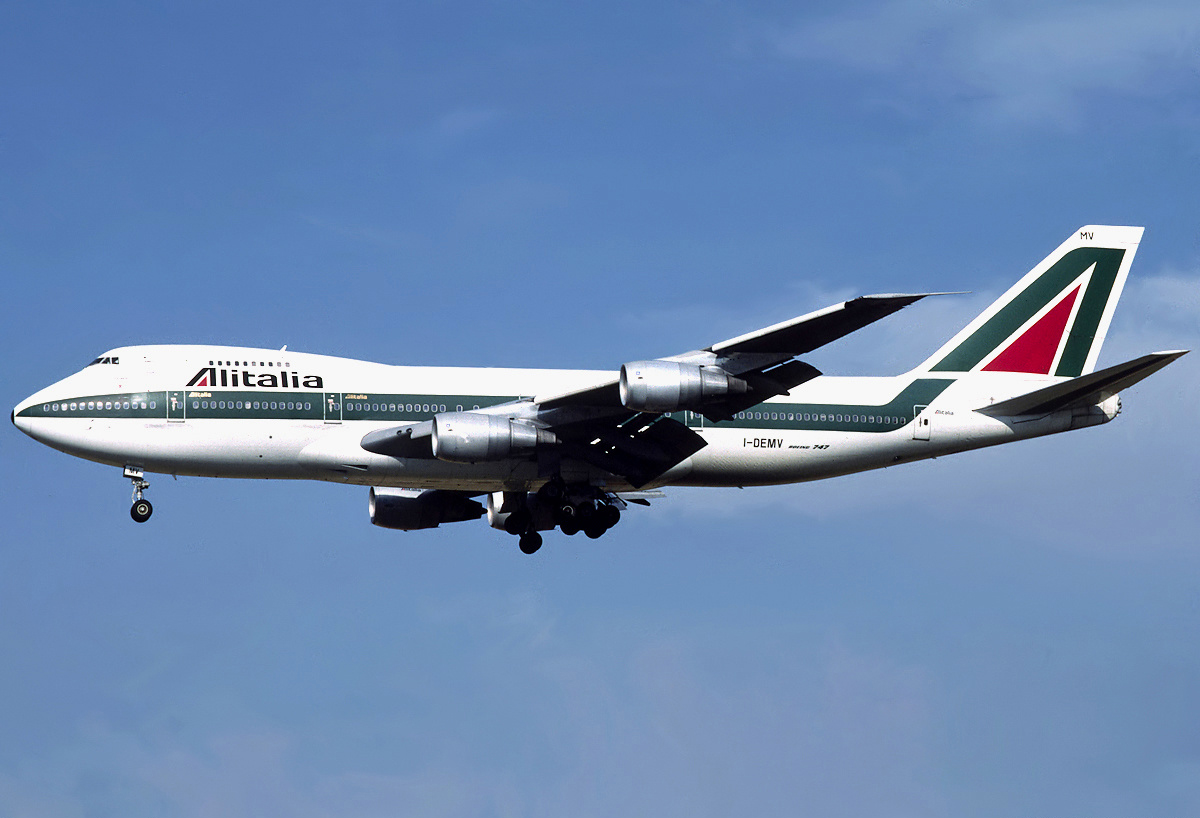
747-200B da Alitalia a preparar-se para aterrar no Aeroporto de Roma em 1990

Enquanto o 747-100, alimentado por motores Pratt & Whitney JT9D-3A, oferecia capacidade e alcance suficientes para realizar voos domésticos, mal conseguia realizar longos voos internacionais. A demanda para uma aeronave com um alcance superior e maior capacidade fez com que se desse o próximo passo na família 747, e criou-se o 747-200. Com motores mais potentes, maior capacidade no peso máximo de descolagem, e maior alcance que o -100, a aeronave foi bem recebida pelas companhias aéreas internacionais. Alguns -200 iniciais ainda tinham a configuração de três janelas no piso superior da fuselagem, porém a maior parte construiu-se com a configuração de 10 janelas. O 747-200 foi produzido como aeronave de passageiros (-200B), de cargas (-200F), convertidos (-200C) e passageiros/carga (-200M).
O 747-200B foi a versão básica de transporte de passageiros, com uma superior capacidade de combustível e motores mais potentes; entrou em serviço em Fevereiro de 1971. Nos primeiros três anos de produção, o -200 foi equipado com motores Pratt & Whitney JT9D-7 (inicialmente os únicos motores disponíveis). O alcance, tendo a aeronave completamente lotada, era de 9 300 km e, posteriormente, com motores mais potentes, aumentou para 11 000 km. A versão cargueiro, o 747-100F, poderia ter ou não uma porta lateral para carregamentos, e tinha uma capacidade de 95 toneladas e um peso máximo de descolagem de 378 000 kg. Entrou em serviço pela primeira vez em 1972, na Lufthansa. A versão convertível, o 747-200C, podia ser convertida entre configuração para passageiros, cargas, ou ambos, sendo o conjunto de assentos removíveis e uma entrada frontal para carregamentos. O -200C podia também conter uma porta lateral para carregamentos.

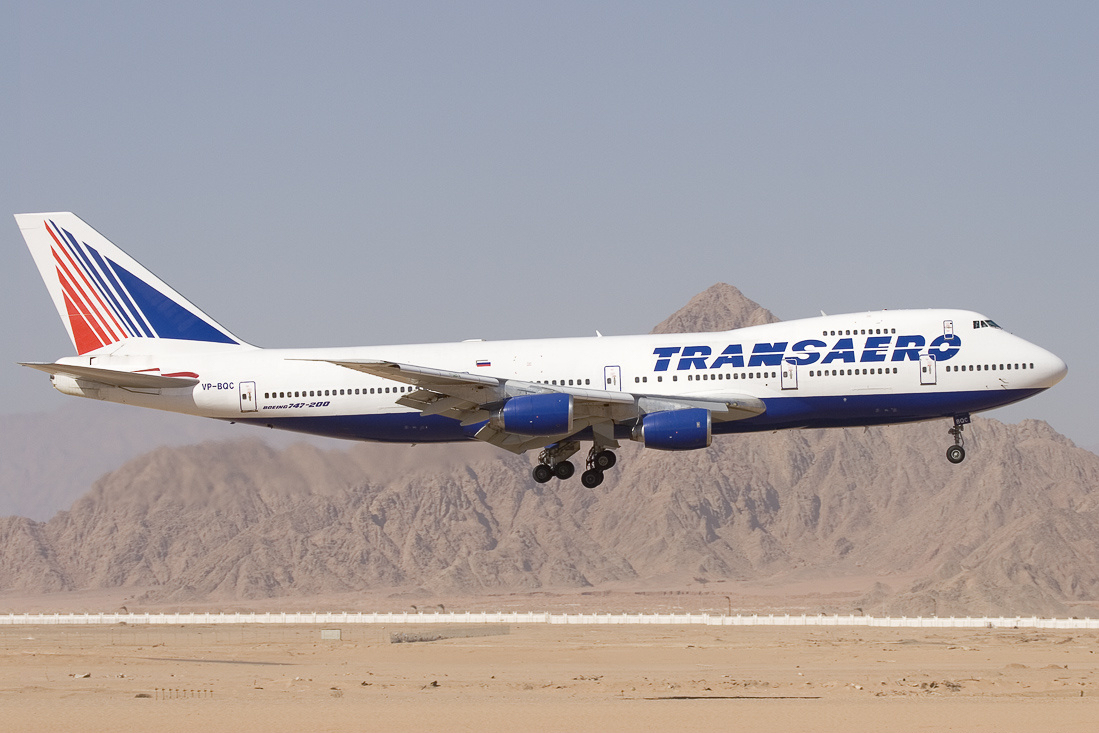
Um 747-200B da Transaero a aproximar-se do Aeroporto Internacional de Sharm el-Sheikh em 2006

O 747-200M podia transportar até 238 passageiros e a carga seria transportada no piso principal da fuselagem. Este modelo também era conhecido como 747-200 Combi. Assim como no -100, uma extensão do piso superior foi posteriormente oferecida. Um total de 10 747-200M foram operados pela KLM. A União dos Transportes Aéreos (UTA) também operou duas aeronaves.
Depois de lançar o -200 alimentado por motores Pratt & Whitney JT9D-7, a 1 de Agosto de 1979 a Boeing anunciou que chegara a um acordo com a General Electric para certificar o 747 com motores CF6-50 para aumentar o potencial de mercado da aeronave. Seguiu-se a Rolls-Royce, que começou a procurar construir um motor para o 747 a pedido da British Airways. Este motor opcional, o RB211-524B, foi anunciado a 17 de Junho de 1975. O -200 foi o primeiro 747 a oferecer a possibilidade de escolha de motores.
Um total de 393 exemplares do 747-200 haviam sido construídos quando a Boeing cessou a sua produção em 1991. Destes, 225 eram -200, 73 -200F, 13 -200C, 78 -200M e ainda houve 4 para uso militar. Muitos 747-200 ainda continuam em actividade, embora a maioria das grandes companhias aéreas já se tenham desfeito deles, vendendo-os a companhias aéreas mais pequenas. Grandes aeronaves comerciais viram uma "reforma antecipada" após os ataques de 11 de Setembro, assim como uma descida na procura de viagens aéreas, o que fez com que muitos fossem desmantelados ou simplesmente alterados para servirem unicamente como cargueiros.

### 747-300

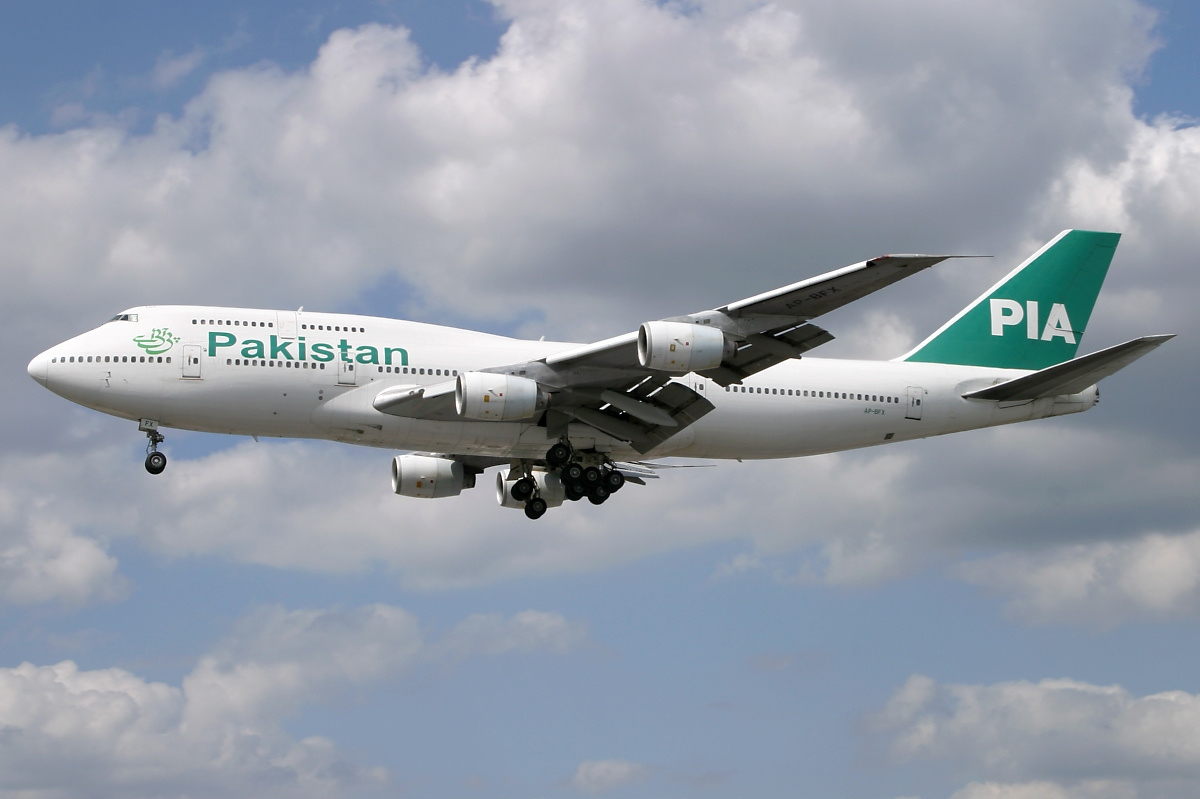
Um Boeing 747-300 da Pakistan International Airlines a aproximar-se do Aeroporto de Londres Heathrow

O 747-300 tem o piso superior mais extenso que o -200, com mais 7,11 metros. O piso superior conta com duas saídas de emergência e é a diferença mais visível entre o -300 e as variantes anteriores. Antes deste longo piso superior ter sido implementado de maneira permanente no 747-300, era visto como um "acessório" que a companhia aérea poderia optar por adicionar ou não. As primeiras duas aeronaves que tiveram um piso superior assim foram dois 747-100SR japoneses. Foi introduzido no -300 uma nova escada na diagonal, em contraste à escada em espiral, para o piso superior. Pequenas alterações aerodinâmicas também foram submetidas, que permitiram a aeronave viajar a uma velocidade cruzeiro de Mach 0,85 em vez de 0,84, ao mesmo tempo que manteve o peso máximo de descolagem igual às variantes anteriores. O -300 podia ser equipado com os mesmos motores Pratt & Whitney, Rolls-Royce e General Electric CF6 que o -200.
A Swissair foi a primeira companhia aérea a encomendar um 747-300 no dia 11 de Junho de 1980. O primeiro -300 voou a 5 de outubro de 1982, e o primeiro exemplar foi entregue à companhia suíça a 23 de Março de 1983. Além da versão de passageiros, duas outras versões (-300M, -300SR) foram produzidas. O 747-300M tem um compartimento de carga maior (consequentemente tem menor capacidade de passageiros) na parte traseira da fuselagem, similar ao -200M. O 747-300SR, de curto alcance mas com grande capacidade de passageiros, foi produzido para o mercado japonês com um número máximo de assentos de 584. Nenhuma versão de cargueiro foi construída, porém a Boeing modificou alguns -300 de passageiros em cargueiros no ano 2000.
Um total de 81 747-300 foram entregues a companhias aéreas, 53 de passageiros, 21 -300M e 4 -300SR. Em 1985, apenas dois anos depois de os -300 entrarem de serviço, esta variante foi ultrapassada pela notícia de que a Boeing iria iniciar o desenvolvimento do 747-400. O último 747-300 foi entregue em Setembro de 1990. Enquanto algumas companhias continuaram a usar o -300, muitas trocaram o seu 747-300 pelo mais avançado 747-400. A Air France, Air India, Pakistan International Airlines e a Qantas foram algumas das últimas grandes companhias a operar o 747-300. A 29 de Dezembro de 2008, ocorreu o último voo de um -300, a serviço da Quantas, na rota de Melbourne a Los Angeles.

### 747-400

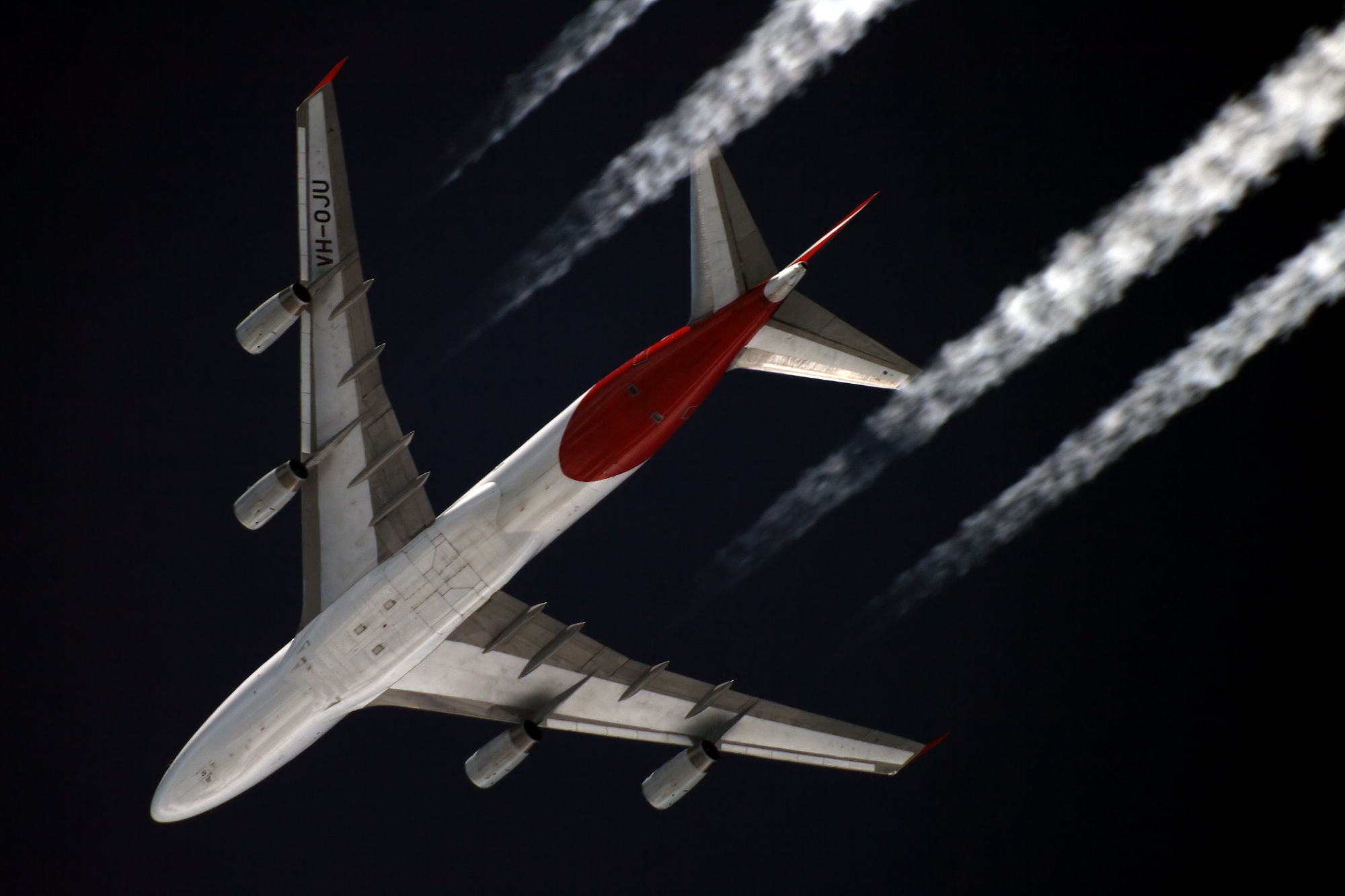
Perfil de um 747-400 da Qantas enquanto sobrevoava a cidade de Moscovo

O 747-400 é uma das variantes mais modernas e famosas da família 747, com um alcance superior às variantes anteriores. Tem extensões de 1,8 metros nas pontas das asas, denominadas winglet, que reduzem o arrasto e consequentemente fazem com que a aeronave tenha mais rendimento no gasto de combustível. O -400 foi desenvolvido com um novo tipo de vidro no cockpit para uma tripulação de dois, em vez de três, tendo havido uma redução no número de mostradores, medidores e botões de 971 para 365, graças ao uso da electrónica. Esta aeronave tem também um tanque de combustível na cauda, motores melhorados e um novo interior. O longo alcance da aeronave tem vindo a ser usado por algumas companhias aéreas para evitar paragens e escalas para reabastecimento. Pode ser ainda alimentado por quatro motores diferentes: Pratt & Whitney PW4000, General Electric CF6 e Rolls-Royce RB211.
O -400 foi criado em várias versões, sendo elas a de passageiros (-400), passageiros/carga (-400M), doméstico (-400D) longo alcance de passageiros (-400ER), e longo alcance de carga (-400ERF). As versões de passageiros têm o mesmo piso superior que o -300, enquanto a versão de cargueiro nunca sofreu uma extensão do piso superior. O 747-400D foi construído para rotas domésticas, tendo uma capacidade máxima de 624 passageiros. As winglets não fazem parte desta versão, porém podem ser incorporadas. A velocidade de cruzeiro vai até Mach 0,855.

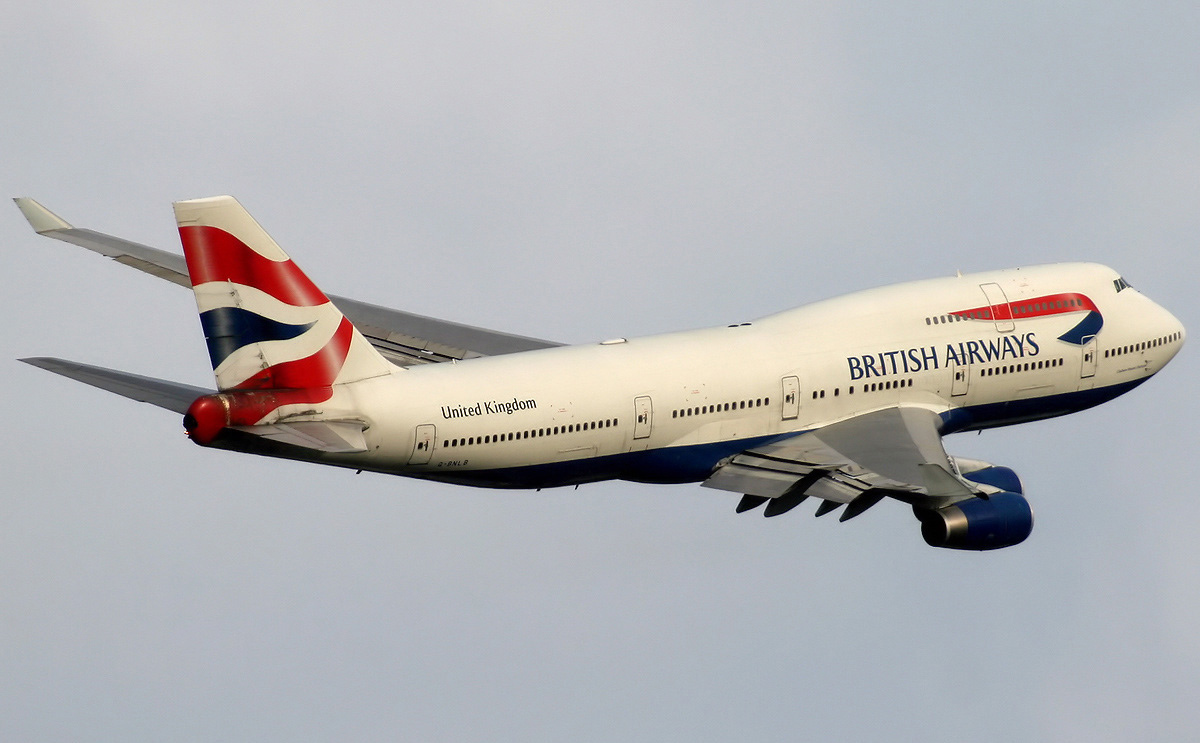
A British Airways é actualmente a maior operadora de 747-400 do mundo.

A versão de passageiros entrou em serviço pela primeira vez em 1989 pela Northwest Airlines na rota entre Minneapolis e Phoenix. A versão passageiros/carga entrou em serviço em Setembro de 1989 pela KLM, enquanto a versão cargueiro entrou em serviço a Novembro de 1993 pela Cargolux. O 747-400ERF entrou em serviço pela Air France em outubro de 2002, enquanto o 747-400ER entrou em serviço pela Quantas, o seu único cliente, em Novembro de 2002. Em Janeiro de 2004, a Boeing e a Cathay Pacific lançaram o programa Boeing 747-400 Special Freighter, mais tarde referido como Boeing Converted Freighter (BCF), para modificar um -400 de passageiros para um cargueiro. O primeiro 747-400BCF foi entregue em Dezembro de 2005.
Em Março de 2007, a Boeing anunciou que não tinha planos para produzir uma versão futura do -400. Contudo, encomendas de 36 cargueiros -400F e -400ERF ainda estavam por ser entregues à data da anunciação. A última aeronave de passageiros foi entregue em Abril de 2005 à China Airlines. Um total de 694 747-400 foram entregues a companhias aéreas. Em diversas alturas, os maiores utilizadores de aeronaves 747-400 foram a Singapore Airlines, Japan Airlines, e a British Airways com uma frota de 57 em Junho de 2013.

#### 747 Dreamlifter

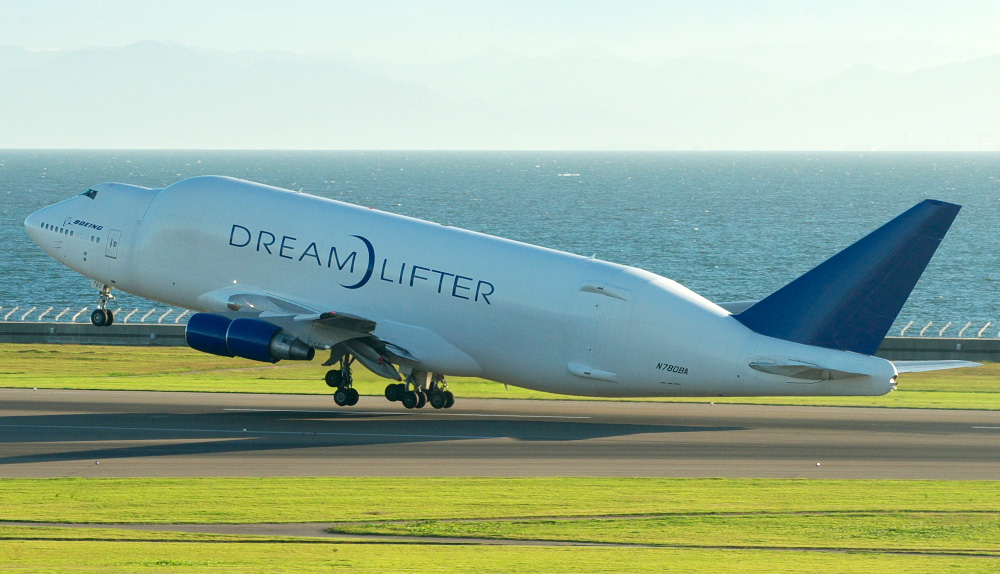
O Boeing 747 Large Cargo Freighter, também apelidado de Dreamlifter, foi criado a partir da modificação de um 747-400

O 747-400 Dreamlifter (originalmente 747 Large Cargo Freighter ou LCF) é uma variante desenvolvida pela Boeing a partir de um 747-400, transformando-o numa configuração para transporte de componentes de outras aeronaves. Esta aeronave voou pela primeira vez no dia 9 de Setembro de 2006, efectuando um teste de voo. Até Fevereiro de 2010, quatro aeronaves haviam sido modificadas para se transformarem num Dreamlifter. Este enorme avião ficou encarregue de transportar componentes do programa 787 até à zona de montagem da Boeing em Everett, Washington, onde seriam montados.

### 747-8
No dia 14 de Novembro de 2005, a Boeing anunciou uma nova variante, o 747-8. Referido inicialmente como 747 Advanced (antes do lançamento), o 747-8 usa os mesmos motores e a mesma tecnologia de cockpit que o 787, daí a referência ao número "8". Esta variante foi desenvolvida para fazer menos ruído que os seus antecessores, ser mais económico, e mais amigo do ambiente. A sua fuselagem seria mais comprida, passando dos 70,8 metros para 76,4, marcando a primeira extensão da fuselagem do 747. O General Electric GEnx-2B67 foi o motor escolhido.

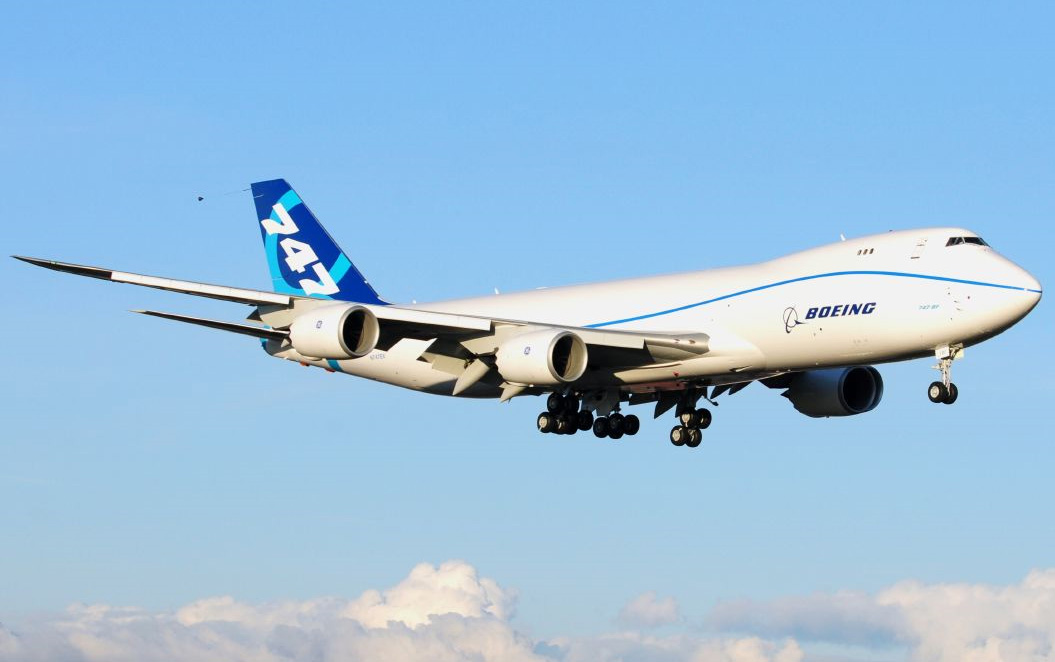
O primeiro Boeing 747-8 no seu voo de estreia

O 747-8 Freighter, ou 747-8F, é derivado do 747-400ERF. Esta variante tem 16% mais capacidade de carga que os seus predecessores, com uma capacidade máxima de carga útil de 140 toneladas. Assim como nos anteriores cargueiros da família 747, o 747-8F tem uma entrada na frente da fuselagem para carregamentos, assim como uma porta de lado e em baixo, para auxiliar a mesma. O seu voo inaugural efectuou-se a 8 de Fevereiro de 2010. A variante recebeu o seu certificado a 19 de Agosto de 2011. O primeiro -8F foi entregue à Cargolux a 12 de outubro de 2011.
A versão de passageiros, o 747-8 Intercontinental (747-8I), pode levar até 467 passageiros e voar mais de 15 000 km a uma velocidade de Mach 0,855. Sendo derivado do já comum 747-400, o 747-8 tem o benefício de poder trocar partes com o -400 assim como permitir que os pilotos façam um treino muito similar ao que têm que fazer para pilotar o -400. O primeiro teste de voo ocorreu a 20 de Março de 2011. Na sua introdução, o 747-8 ultrapassou o Airbus A340-600 como a aeronave comercial mais longa. O primeiro -8I foi entregue em Maio à Lufthansa. Em Maio de 2014, o 747-8 havia já recebido 120 encomendas, sendo 69 para o -8F e 51 para o -8I.

### Variantes militares e governamentais

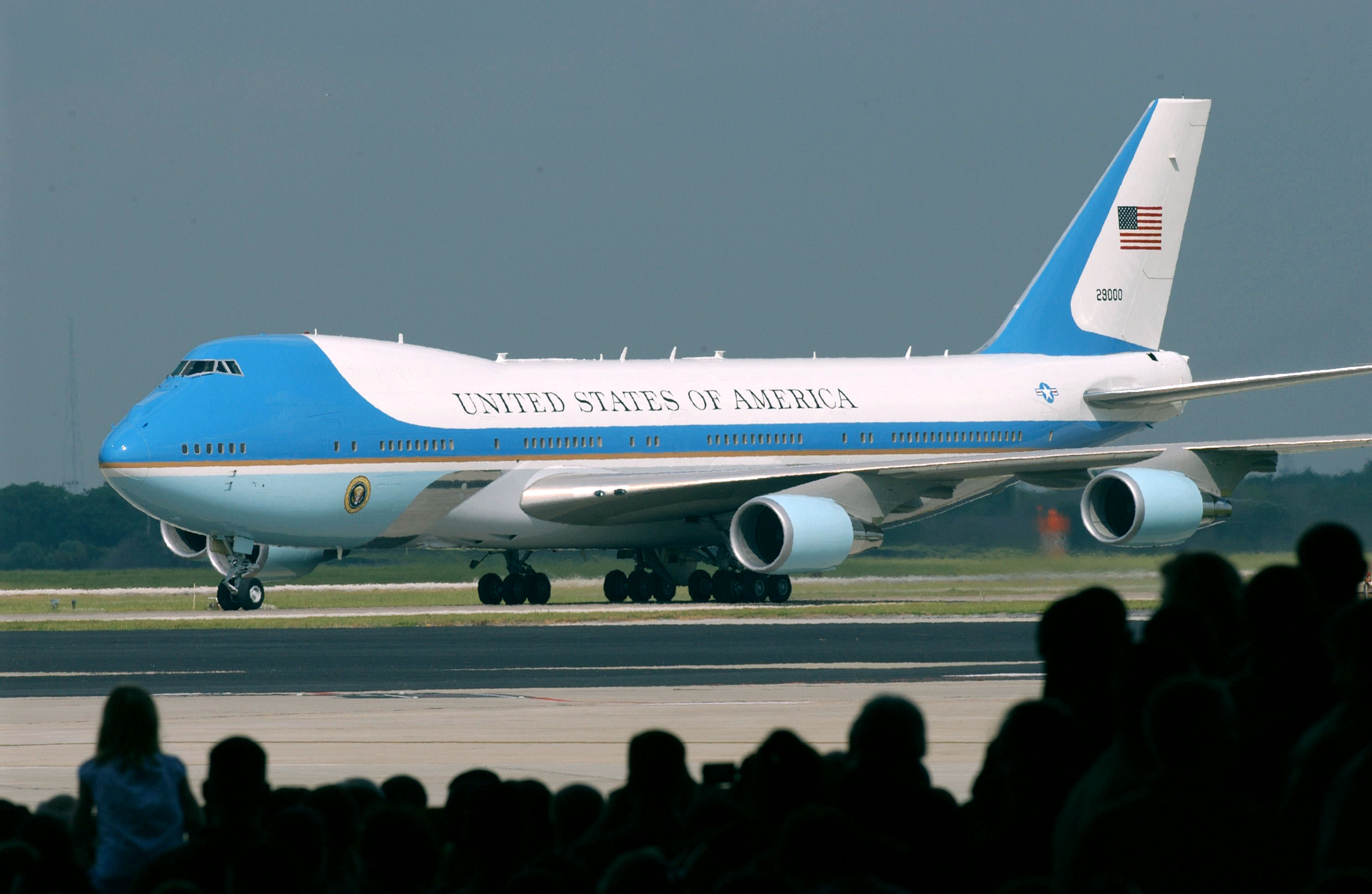
VC-25A 29000, um de dois Boeing 747-200B personalizados da frota presidencial dos Estados Unidos desde 1990

- C-19 – Esta designação foi dada pela Força Aérea dos Estados Unidos a um 747-100 para ser usado na Civil Reserve Airlift Fleet.[155]
- VC-25 – Esta aeronave é a versão VIP de um 747-200B da USAAF. Duas aeronaves estão a ser operadas. Os seus números de cauda 28000 e o 29000 são conhecidos como Air Force One, que tecnicamente é a alcunha da aeronave da Força Aérea dos Estados Unidos quando transporta o presidente americano. Embora se baseiem no 747-200B, elas têm vindo a ser tecnologicamente renovadas, algumas mesmo introduzidas a partir do 747-400.[156]
- E-4B – Anteriormente conhecido como Posto de Comando Nacional de Emergências Aerotransportadas (Kneecap), esta aeronave é actualmente referida como Centro Nacional de Operações Aerotransportadas (NAOC).[157]

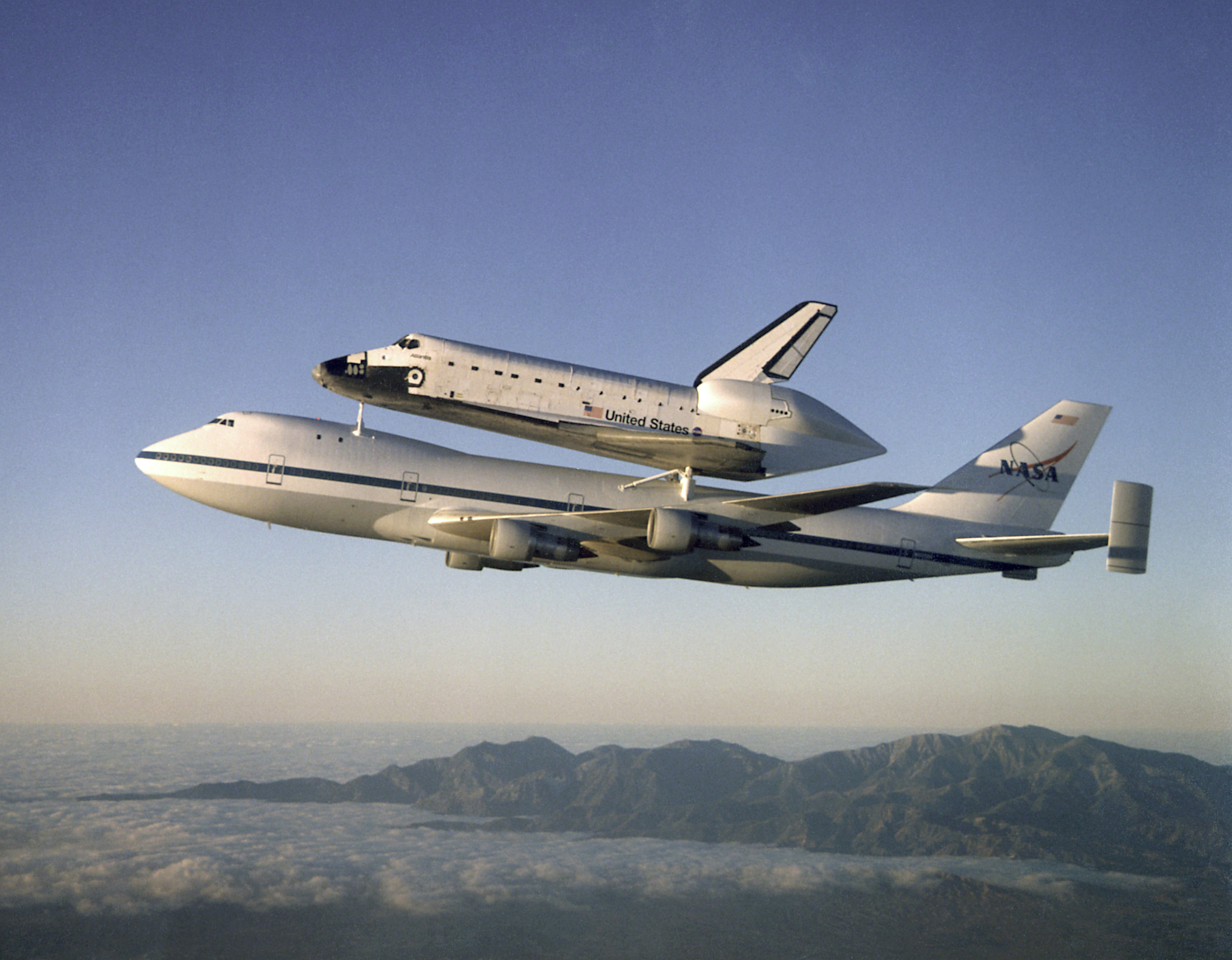
Space Carrier Shuttle Aircraft, um 747 modificado desenvolvido para transportar o Vaivém Espacial

- YAL-1 – Um avião Aerotransportador de Sistema Laser AntiMíssil Balístico, uma componente da Iniciativa Estratégica de Defesa.
- Shuttle Carrier Aircraft (SCA) – Duas aeronaves 747 foram modificadas para transportar o Vaivém Espacial. O primeiro foi um 747-100 (N905NA), e o segundo foi um 747-100SR (N911NA). O primeiro SCA transportou o Enterprise durante os testes de aproximação e aterragem no final dos anos 1970. Mais tarde, os dois SCA transportaram todos os cinco vaivéns operacionais.
- C-33 - Esta aeronave foi proposta para ser uma versão do 747-400 pretendida para complementar o C-17. Este plano foi cancelado após se optar pela compra de mais aeronaves C-17.

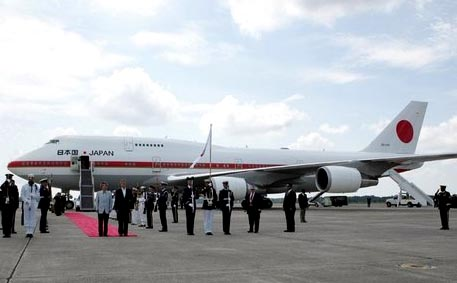
20-1101, um de dois 747-300 criados para o estado japonês à semelhança do Air Force One, em 1993

- KC-33A – Foi um 747 proposto para actuar como reabastecedor aéreo, sendo uma aposta contra o DC-10-30 no programa Advanced Cargo Transport Aircraft (ACTA) que mais tarde produziu o KC-10A Extender. Antes da revolução iraniana liderada por Khomeini, o Irão comprou quatro 747-100 como reabastecedores para dar apoio à sua frota de F-4.[158] É um facto desconhecido se estas aeronaves ainda servem como reabastecedores. Desde então, outras propostas têm emergido para uma adaptação do 747-300 nesta função aérea.
- 747 CMCA – A variante CMCA (Cruise Missile Carrier Aircraft) foi tida em conta pela Força Aérea dos Estados Unidos durante o desenvolvimento do bombardeiro estratégico B-1 Lancer. Entre 50 a 100 mísseis de cruzeiro AGM-86 ALCM seriam incorporados no CMCA, num sistema de lançamento rotativo. Este plano foi abandonado a favor de bombardeiros estratégicos mais convencionais.[159]

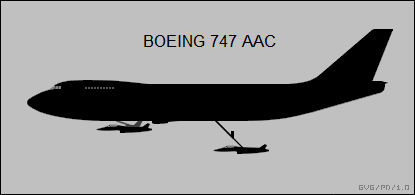
Conceito de um 747 porta-aviões aéreo

- 747 AAC – Produto de um estudo da Boeing sob um contrato da USAF para um "porta-aviões aéreo" (nave-mãe) capaz de suportar 10 aeronaves parasitas. Capaz de lançar, recolher e reabastecer, acreditava-se que este esquema seria mais barato que estabelecer uma base terrestre a curto prazo. Um 747-400 e um Lockheed C-5A foram considerados como potenciais candidatos a desempenhar tal papel. O conceito, que incluía aeronaves complementares 747 AWACS com duas micro-aeronaves de reconhecimento, nunca foi para além dos desenhos, não tendo sido encontrado mérito nem necessidade para a criação de uma aeronave assim.[160]
- Evergreen 747 Supertanker – Um 747-200 modificado para servir como plataforma aérea de combate a incêndios, usando uma carga de 75 000 litros de químicos para extinção de fogo.[161]
- Stratospheric Observatory for Infrared Astronomy (SOFIA) – Um antigo Boeing 747SP da Pan Am modificado para albergar um enorme telescópio sensível a infravermelhos, num projecto conjunto entre a NASA e a DLR.
- Muitas outras variantes foram desenvolvidas por diversos governos para transportes VIP, entre eles o Bahrein, Brunei, Índia, Irão, Japão, Kuwait, Oman, Paquistão, Qatar, Arábia Saudita e Emirados Árabes Unidos. Diversos 747-8 da Boeing têm sido encomendados para serem convertidos em aeronaves VIP por clientes anónimos.[162]

### Projectos não desenvolvidos
Ao longo dos anos, a Boeing tem estudado diversas variantes para o 747, porém algumas nunca saíram do papel.

#### 747 Trijato
No final dos anos 1960 e inícios de 70, a Boeing estudou o desenvolvimento de um 747 menor, com apenas três motores, para competir com os L-1011 TriStar e McDonnell Douglas DC-10. O 747 trijato teria tido mais capacidade de carga, passageiros e alcance que o L-1011. Contudo, estudos de engenharia demonstraram que o design do 747 teria que ser alterado. Manter as mesmas características de manobra e treino era um factor importante para minimizar novos treinos para os pilotos, o que fez com que a Boeing decidisse em pôr este projecto de lado em prol de um 747 mais pequeno de 4 motores, o 747SP.

#### 747 ASB
A Boeing anunciou o 747 ASB (Advanced Short Body) em 1986 como resposta ao Airbus A340 e ao McDonnell Douglas MD-11, contudo, as companhias aéreas não ficaram interessadas e o projecto foi cancelado a favor do Boeing 777. O design do ASB iria combinar a avançada tecnologia do 747-400 com a pequena fuselagem do 747SP. A sua capacidade de passageiros seria de 295 com um alcance de 14 816 km.

#### 747-500X, −600X, e −700X

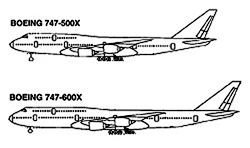
Proposta de um 747-500X e −600X conforme a ilustração da FAA em 1998

O 747-500X foi anunciado pela Boeing no Farnborough Airshow em 1996. Os modelos propostos iriam combinar a fuselagem do 747 com a nova envergadura de 77 metros derivado do 777. Outras alterações incluíam alimentar a aeronave com motores mais potentes, alterar o trem de aterragem do nariz de dois pneus para quatro e no centro da fuselagem de 16 para 20.
O 747-500X incluía uma fuselagem de 76,2 metros, mais comprida que o 747 normal, e conseguiria levar 462 passageiros a um alcance de 16 100 km, com um peso de 450 toneladas. O 747-600X teria uma fuselagem ainda maior, com 85 metros, e capacidade para 548 passageiros num alcance máximo de 14 300 km, com um peso máximo de 540 toneladas. Um terceiro estudo, o 747-700X, teria combinado a envergadura e comprimento do -600X, porém com uma fuselagem mais larga, podendo carregar 650 passageiros no mesmo alcance que o 747-400. O custo destas mudanças a partir de modelos anteriores, em particular a nova envergadura do -500X e do -600X, estaria estimado em 5 mil milhões de dólares. Após o estudo, a Boeing viu-se incapaz de atrair interesse suficiente por parte das companhias aéreas para conseguir tais fundos.

#### 747X Super Stretch
Enquanto o estudo do Airbus A380 progredia, a Boeing propôs ao mercado uma aeronave derivada do 747 no ano 2000; uma proposta mais modesta que os anteriores -500X e -600X, que mantinham o design geral da asa, mas que adicionava um segmento na raiz da asa que aumentada a sua envergadura para 69,8 metros. A aeronave seria alimentada por um motor Engine Alliance GP7000 ou um Rolls-Royce Trent, que também haviam sido propostos para o Boeing 767-400ERX. Um novo cockpit baseado no do 777 seria usado. O 747X poderia carregar consigo 430 passageiros em distâncias de 16 100 km. Uma versão mais avançada, o 747x Stretch teria 80,2 metros de comprimento, permitindo voos com 500 passageiros em distâncias de 14 500 km. Ambos teriam o seu interior baseado no 777. Versões de cargueiro no 747X e do 747X Stretch foram também estudadas.

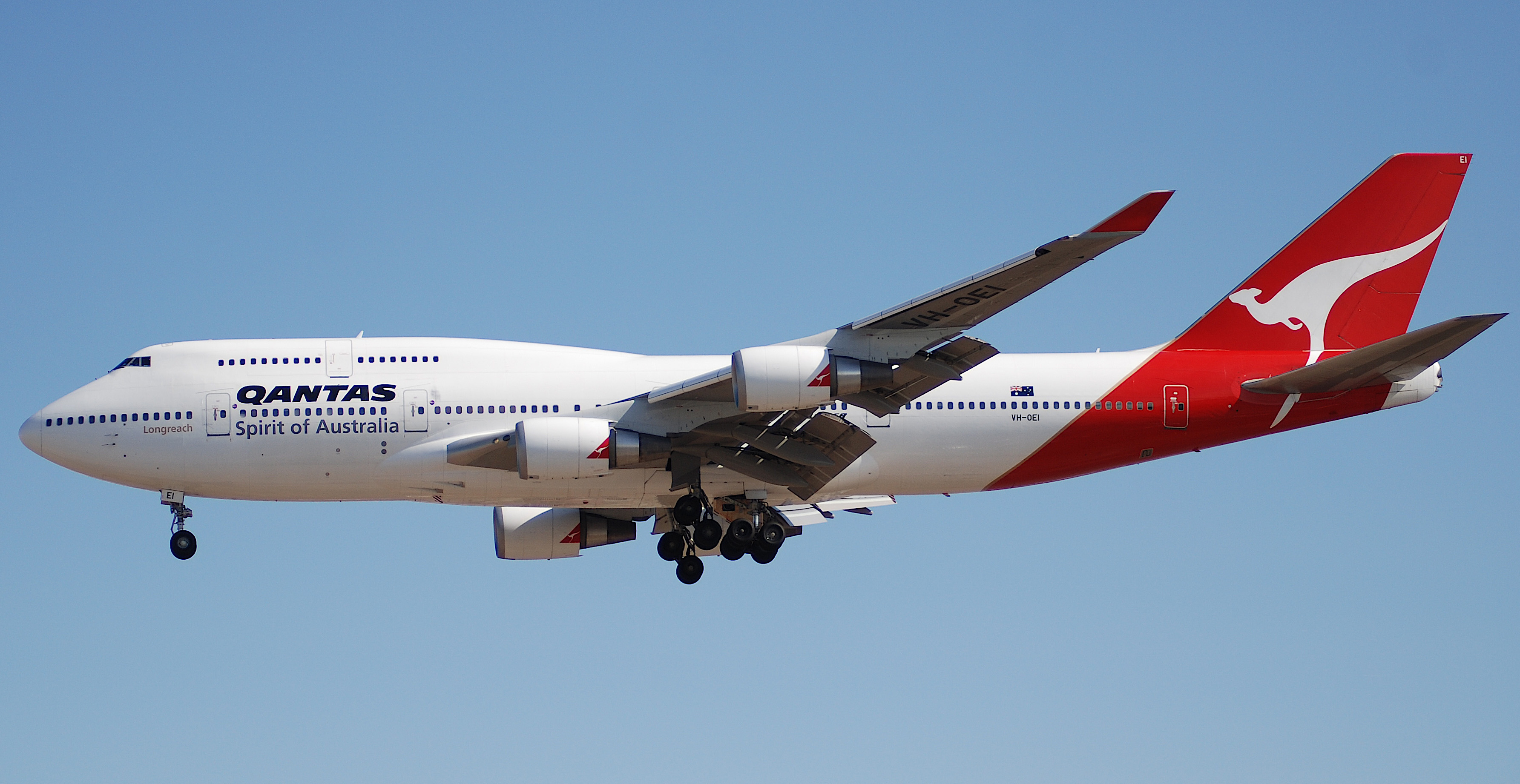
O 747-400ER é derivado de um estudo em torno do 747-400X

Assim como o seu predecessor, a família do 747X seria incapaz de ganhar interesse suficiente no mercado que justificasse a sua produção, o que provocou a que o projecto fosse "arquivado" a favor do projecto Boeing Sonic Cruiser. Embora o design do 747X seria menos dispendioso que o -500X e o -600X, foi criticado por não oferecer uma evolução em comparação com o existente 747-400. O 747X não saiu do papel, mas o 747-400X começou a ser projectado e actualmente está a ser produzido com o nome 747-400ER.

#### 747-400XQLR
No final do programa 747X, a Boeing continuou a estudar melhorias que poderiam ser aplicadas no 747. O 747-400XQLR (Quiet Long Range) teria um aumento de alcance para 14 800 km, com melhorias técnicas para ser mais eficiente energeticamente enquanto os motores fariam menos ruído. Melhorias incluíam uma modificação na ponta das asas semelhantes às usadas no 767-400ER, que diminuíam o arrasto e consequentemente poupavam combustível, e uma cobertura do motor com uma terminação do formato de uma serra, para diminuição de ruído.

## Operadores

### Encomendas e entregas
| Ano        | Total | 2017 | 2016 | 2015 | 2014 | 2013 | 2012 | 2011 | 2010 | 2009 | 2008 | 2007 | 2006 | 2005 | 2004 | 2003 | 2002 | 2001 | 2000 | 1999 | 1998 | 1997 | 1996 | 1995 | 1994 | 1993 | 1992 | 1991 | 1990 |
| ---------- | ----- | ---- | ---- | ---- | ---- | ---- | ---- | ---- | ---- | ---- | ---- | ---- | ---- | ---- | ---- | ---- | ---- | ---- | ---- | ---- | ---- | ---- | ---- | ---- | ---- | ---- | ---- | ---- | ---- |
| Encomendas | 1 554 | -2   | 17   | 2    | 0    | 12   | 1    | -1   | -1   | 2    | 3    | 21   | 72   | 43   | 10   | 4    | 17   | 16   | 26   | 35   | 15   | 36   | 56   | 32   | 16   | 2    | 23   | 31   | 122  |
| Entregas   | 1 528 | –    | 9    | 18   | 19   | 24   | 31   | 9    | 0    | 8    | 14   | 16   | 14   | 13   | 15   | 19   | 27   | 31   | 25   | 47   | 53   | 39   | 26   | 25   | 40   | 56   | 61   | 64   | 70   |

| Ano        | 1989 | 1988 | 1987 | 1986 | 1985 | 1984 | 1983 | 1982 | 1981 | 1980 | 1979 | 1978 | 1977 | 1976 | 1975 | 1974 | 1973 | 1972 | 1971 | 1970 | 1969 | 1968 | 1967 | 1966 |
| ---------- | ---- | ---- | ---- | ---- | ---- | ---- | ---- | ---- | ---- | ---- | ---- | ---- | ---- | ---- | ---- | ---- | ---- | ---- | ---- | ---- | ---- | ---- | ---- | ---- |
| Encomendas | 56   | 49   | 66   | 84   | 42   | 23   | 24   | 14   | 23   | 49   | 72   | 76   | 42   | 14   | 20   | 29   | 29   | 18   | 7    | 20   | 30   | 22   | 43   | 83   |
| Entregas   | 45   | 24   | 23   | 35   | 24   | 16   | 22   | 26   | 53   | 73   | 67   | 32   | 20   | 27   | 21   | 22   | 30   | 30   | 69   | 92   | 4    | –    | –    | –    |

- Dados da Boeing até Fevereiro de 2017.[9][170][171]

### Sumário de variantes
| Variantes  | Encomendas | Entregas | Esperando |
| ---------- | ---------- | -------- | --------- |
| 747-100    | 167        | 167      |           |
| 747-100B   | 9          | 9        |           |
| 747-100SR  | 29         | 29       |           |
| 747-200B   | 225        | 225      |           |
| 747-200C   | 13         | 13       |           |
| 747-200F   | 73         | 73       |           |
| 747-200M   | 78         | 78       |           |
| 747-300    | 56         | 56       |           |
| 747-300M   | 21         | 21       |           |
| 747-300SR  | 4          | 4        |           |
| 747-400    | 442        | 442      |           |
| 747-400D   | 19         | 19       |           |
| 747-400ER  | 6          | 6        |           |
| 747-400ERF | 40         | 40       |           |
| 747-400F   | 126        | 126      |           |
| 747-400M   | 61         | 61       |           |
| 747-8      | 47         | 47       |           |
| 747-8F     | 89         | 77       | 12        |
| 747-E4A    | 3          | 3        |           |
| 747-E4B    | 1          | 1        |           |
| 747SP      | 45         | 45       |           |
| Total      | 1554       | 1542     | 12        |

| Código ICAO | Variantes                                                   |
| ----------- | ----------------------------------------------------------- |
| B741        | 747-100 747-100B                                            |
| B742        | 747-200 747-200B 747-200C 747-200F 747-200M E-4A E-4B VC-25 |
| B743        | 747-300 747-300M                                            |
| B744        | 747-400 747-400ER 747-400ERF 747-400F 747-400M              |
| B74D        | 747-400D                                                    |
| B74S        | 747SP                                                       |
| B74R        | 747-100SR 747-100BSR 747-100BSR SUD                         |
| BLCF        | 747-400LCF Dreamlifter                                      |
| BSCA        | Space Carrier Shuttle Aircraft                              |
| B748        | 747-8F 747-8I                                               |

## Acidentes e incidentes
Até Setembro de 2010, o 747 esteve envolvido em 124 acidentes ou incidentes incluindo 49 acidentes que danificaram a aeronave definitivamente ao ponto de ir para a sucata, resultando em 2852 fatalidades. O 747 esteve também envolvido em 31 roubos ou desvios de aviões por parte de civis, terroristas ou rebeldes, que resultou em 25 fatalidades.
Poucos acidentes foram atribuídos a falhas do design do 747. O desastre no aeroporto de Tenerife resultou de um erro do piloto em conjunto com uma falha de comunicações, enquanto o voo 123 da Japan Airlines e o voo 611 da China Airlines resultaram de reparações erróneas que as aeronaves haviam sofrido. O voo 811 da United Airlines, no qual ocorreu uma explosão de descompressão a meio do seu voo, a 24 de Fevereiro de 1989, fez com que o NTSB (National Transportation Safety Board) fizesse um requerimento para que todas as portas de carga similares às do 747-200 no voo 881 fossem substituídas. Já o voo Korean Air 007 terminou em desastre quando a aeronave foi abatida por um caça soviético em 1983, após a aeronave se ter desviado da rota prevista e ter invadido espaço aéreo soviético, o que fez com que o presidente americano Ronald Reagan autorizasse o uso do GPS pelos civis, um sistema que até a esta data era de uso estritamente militar.
Devido a erros de design, um deles, o voo 800 da TWA, onde um 747-100 explodiu em plena viagem no dia 17 de Julho de 1996, deu-se provavelmente devido a um curto-circuito dentro do tanque de combustível; esta descoberta fez com que a FAA propusesse uma regra que requeria a instalação de um sistema de inertização no centro do tanque de combustível para as maiores aeronaves, regra que foi adoptada a partir de Julho de 2008, anos após pesquisas para encontrar uma solução. À época, previa-se que o novo sistema de segurança custasse entre 100 000 a 450 000 dólares por aeronave, e pesasse cerca de 91 kg. No voo 1862, da El Al, outro acidente ocorreu devido a uma falha de design, onde pequenos pinos que compunham a estrutura do motor número 3 quebraram logo após a descolagem devido à fadiga do metal. Em vez de simplesmente cair ou descolar-se da asa, o motor 3 explodiu, danificando o motor 4 e a própria asa.

## Aeronaves em exposição
Com o passar dos anos, um número crescente de 747-100 e 747-200 começaram a ser retirados de serviço, porém encontraram uma nova vida em museus e diversos outros usos. O primeiro 747 e o seu protótipo encontram-se no Museu do Voo, em Washington, e é por vezes requisitado pela Boeing para efectuar alguns testes.
Diversos museus à volta do mundo também acolheram o 747, como o Aviodrome em Lelystad, nos Países Baixos; o Qantas Founders Outback Museum em Longreach, Austrália; o Aeroporto de Rand, em Joanesburgo, África do Sul;
o Museu da Tecnologia de Speyer, na Alemanha; o Museu do Ar e do Espaço em Paris, França; Jeju, na Coreia do Sul; e o Museu do Ar e Espaço em Washington, D.C.

### Outros usos
Após a retirada de serviço, o 747 número dois na linha de produção foi desmontado e embarcou para Hopyeong, na Coreia do Sul, onde foi montado, pintado com um aspecto semelhante ao Air Force One e convertido num restaurante. Originalmente usado pela Pan Am como N747PA, e reparado após um acidente, permaneceu com a companhia aérea até à sua falência. O restaurante fechou as portas em 2009, e a aeronave foi transformada em sucata em 2010.
Um antigo 747-200B da British Airways, está estacionado no Aeródromo de Dunsfold, Inglaterra, onde tem vindo a ser usado como cenário de diversos filmes como o filme de 2006 Casino Royale da famosa personagem James Bond.
O Jumbohostel, que faz uso de um 747-200, abriu portas no Aeroporto de Arlanda a 15 de Janeiro de 2010, e ainda outro uso, ocorre em Malibu, na Califórnia, em que asas de um 747 foram reaproveitadas como telhados de uma casa.

## Especificações
| Medidas                                           | 747-100B                                              | 747-200B                                 | 747-300                                    | 747-400 747-400ER                                            | 747-8I                       |       |
| ------------------------------------------------- | ----------------------------------------------------- | ---------------------------------------- | ------------------------------------------ | ------------------------------------------------------------ | ---------------------------- | ----- |
| Tripulação do cockpit                             | Três                                                  | Três                                     | Três                                       | Dois                                                         | Dois                         |       |
| Capacidade de passageiros                         | 480; ou 550 (máximo)                                  | 480; ou 550 (máximo)                     | 565; ou 660 (máximo)                       | 565; ou 660 (máximo)                                         | 605 (máximo)                 |       |
| Comprimento                                       | 70,6 m                                                | 70,6 m                                   | 70,6 m                                     | 70,6 m                                                       | 76,25 m                      |       |
| Largura da cabine                                 | 6,1 m                                                 | 6,1 m                                    | 6,1 m                                      | 6,1 m                                                        | 6,1 m                        |       |
| Envergadura                                       | 59,6 m                                                | 59,6 m                                   | 59,6 m                                     | 64,4 m                                                       | 68,5 m                       |       |
| Área da asa                                       | 510,95 m²                                             | 510,95 m²                                | 510,95 m²                                  | 525 m²                                                       | 554 m²                       |       |
| Ângulo da asa                                     | 37,5º                                                 | 37,5º                                    | 37,5º                                      | 37,5º                                                        | 37,5º                        | 37,5º |
| Proporção                                         | 6.9                                                   | 6.9                                      | 6.9                                        | 7.9                                                          | 8.5                          |       |
| Altura da cauda                                   | 19,3 m                                                | 19,3 m                                   | 19,3 m                                     | 19,4 m                                                       | 19,4 m                       |       |
| Capacidade máxima de carga                        | 175,3 m3                                              | 175,3 m3                                 | 175,3 m3                                   | 170,5 m3 ER: 158,6 m3                                        | 161,5 m3                     |       |
| Peso vazio                                        | 162 400 kg                                            | 174 000 kg                               | 178 100 kg                                 | 178 756 kg ER: 184 600 kg                                    | 214 503 kg                   |       |
| Peso máximo de descolagem                         | 333 390 kg                                            | 377 842 kg                               | 377 842 kg                                 | 396 890 kg ER: 412 775 kg                                    | 447 696 kg                   |       |
| Velocidade cruzeiro (a 11 000 metros de altitude) | Mach 0,84 893 km/h, 481 nós                           | Mach 0,84 893 km/h, 481 nós              | Mach 0,84 893 km/h, 481 nós                | Mach 0,85 913 km/h, 493 nós ER: Mach 0,855 918 km/h, 495 nós | Mach 0,855 918 km/h, 495 nós |       |
| Velocidade máxima                                 | Mach 0,89 955 km/h, 516 nós                           | Mach 0,89 955 km/h, 516 nós              | Mach 0,89 955 km/h, 516 nós                | Mach 0,92 988 km/h, 533 nós                                  | Mach 0,92 988 km/h, 533 nós  |       |
| Distância necessária de pista em MTOW             | 3190 m                                                | 3190 m                                   | 3320 m                                     | 3018 m ER: 3090 m                                            | 3090 m                       |       |
| Alcance máximo em MTOW                            | 9800 km                                               | 12 690 km                                | 12 400 km                                  | 13 450 km ER: 14 200 km                                      | 15 000 km                    |       |
| Capacidade máxima de combustível                  | 183 380 litros                                        | 199 158 litros                           | 199 158 litros                             | 216 840 litros ER: 241 140 litros                            | 243 120 litros               |       |
| Motores (x 4)                                     | PW JT9D-7A/-7F/-7J RR RB211-524B2 GE CF6-45A2 (747SR) | PW JT9D-7R4G2 GE CF6-50E2 RR RB211-524D4 | PW JT9D-7R4G2 GE CF6-80C2B1 RR RB211-524D4 | PW 4062 GE CF6-80C2B5F RR RB211-524G/H ER: GE CF6-80C2B5F    | GEnx-2B67                    |       |
| Força dos motores (por motor)                     | PW - 207 kN RR - 223 kN                               | PW - 244 kN GE - 234 kN RR - 236 kN      | PW - 244 kN GE - 247 kN RR - 236 kN        | PW - 282 kN GE - 276 kN RR - 265/270 kN ER: GE - 276 kN      | GEnx-2B67 - 296 kN           |       |

Fontes: Especificações do Boeing 747, relatório de planeamento em aeroportos do 747, brochura de aeroportos do 747-8, dados do 747-8 da Lufthansa e ficha de factos da Boeing.

## Referência nos media
Depois da sua estreia, o 747 rapidamente alcançou o status de aeronave ícone na cultura popular, aparecendo em diversos filmes como o Airport 1975, o Air Force One e o Executive Decision. Aparecendo em mais de 300 filmes diferentes o 747 tornou-se um dos aviões civis mais reconhecíveis do mundo e é já considerado um ícone na história dos filmes. A aeronave entrou para o léxico cultural como o verdadeiro Jumbo Jet, um termo cunhado nos media da aviação para descrever o seu tamanho, recebendo a alcunha de 'Queen of the Skies' (Rainha dos céus).